# Istoria picturii

Leonardo da Vinci, "Mona Lisa", 1503 - 1505, Muzeul Luvru, una dintre cele mai celebre picturi din lume

Istoria picturii debutează încă din perioada preistorică a istoriei lumii și continuă și în zilele noastre.
De-a lungul timpului, în pictură s-au utilizat mai multe tehnici: 
- fresca: atinge apogeul în Evul Mediu si Renaștere;
- tempera: dezvoltată chiar de vechii egipteni și babilonieni;
- pictura în ulei: apărută în evul mediu, atinge măreția în perioada renascentistă
- alte tehnici ca guașă, email, acuarelă, care devin populare în epoca modernă.

De asemenea, în decursul istoriei, s-au succedat diferite curente și mișcări artistice, care au avut particularități, în funcție de artist și de zona geografică de manifestare. 

## Preistorie și antichitate

### Pictura rupestră
Picturile încă existente pe pereții peșterilor din Spania și sudul Franței înfățișează cu multă acuratețe bizoni, cai și cerbi. 
Se utilizau culori strălucitoare realizate din pulberi minerale dizolvate în grăsimi, albuș de ou, sucuri vegetale etc.
Se pare că primele picturi făceau parte dintr-un ritual magic.
În reprezentările din Lascaux, Franța, de exemplu, apar oameni și animale, dar și niște pete a căror semnificație rămâne neînțeleasă.
Oricum, este vizibilă capacitatea omului primitiv de a lucra cu imagini, simboluri și semne. 

### Pictura egipteană

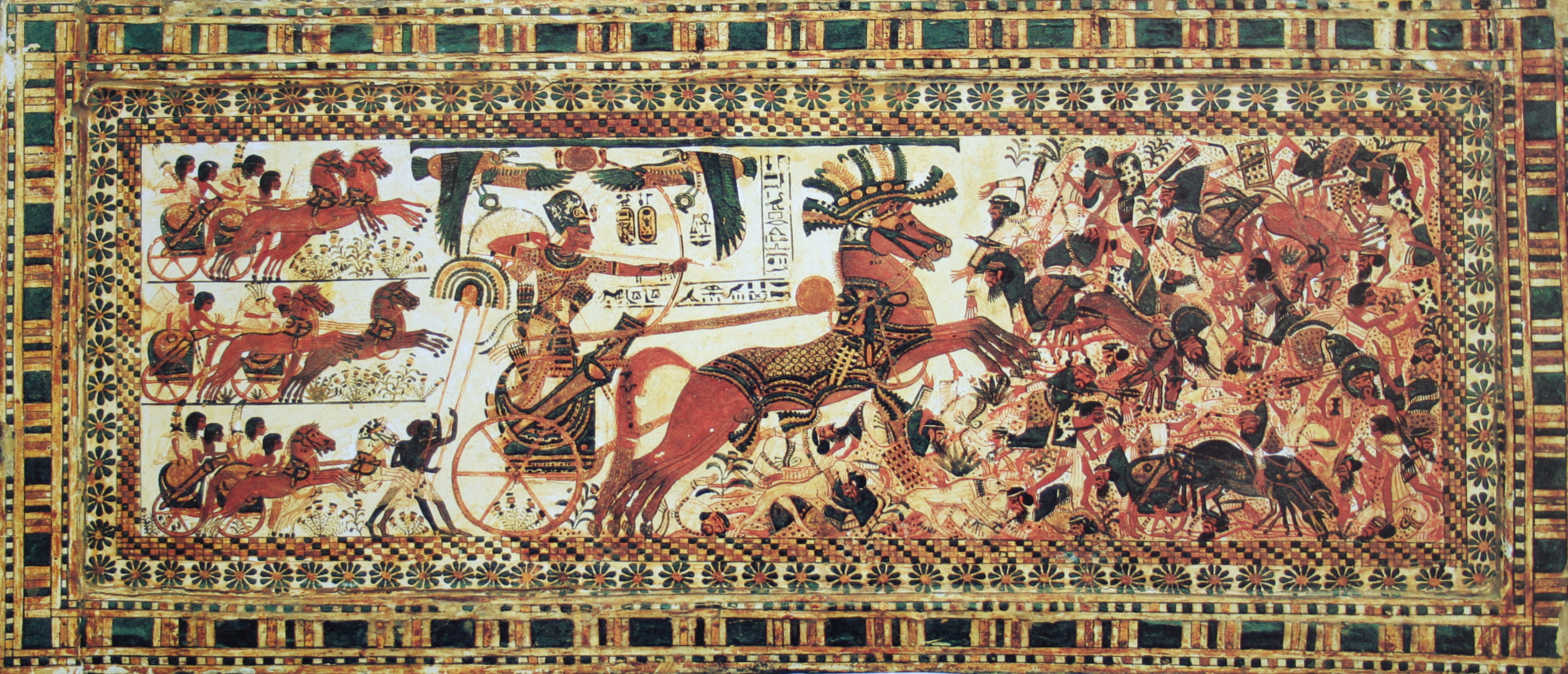
Tutankhamon în luptă (peste 1.300 î.Hr.)

Cu peste 5.000 de ani în urmă, egiptenii încep să picteze pereții mormintelor faraonilor cu reprezentări din mitologie și ale unor aspecte ale vieții cotidiene.
Pentru a ilustra importanța, faraonii sunt reprezentați la o scară mai mare decât persoanele înconjurătoare. 

### Pictura minoică
Minoicii, strămoși ai grecilor, au creat picturi realiste pe pereții palatelor din Creta sau pe ceramică.
Un exemplu îl constituie Fresca cu toreador (datată în 1.500 î.Hr. și expusă la Muzeul Heraklion din Creta).
Pare a fi reprezentarea unui ritual în care participanții se năpustesc asupra unui taur.
O alta temă răspândită este dată de viața marină, exemple grăitoare în acest sens fiind Fresca cu delfin sau Vaza cu caracatiță (ambele datate în aceeași perioadă).

### Grecia antică
Cu excepția a câtorva fragmente, picturile grecești antice nu au supraviețuit timpului. Avem reprezentări naturale ale unor scene mitologice în cadrul ceramicii, iar din epoca elenistă picturi sub formă de mozaic.

### Roma antică

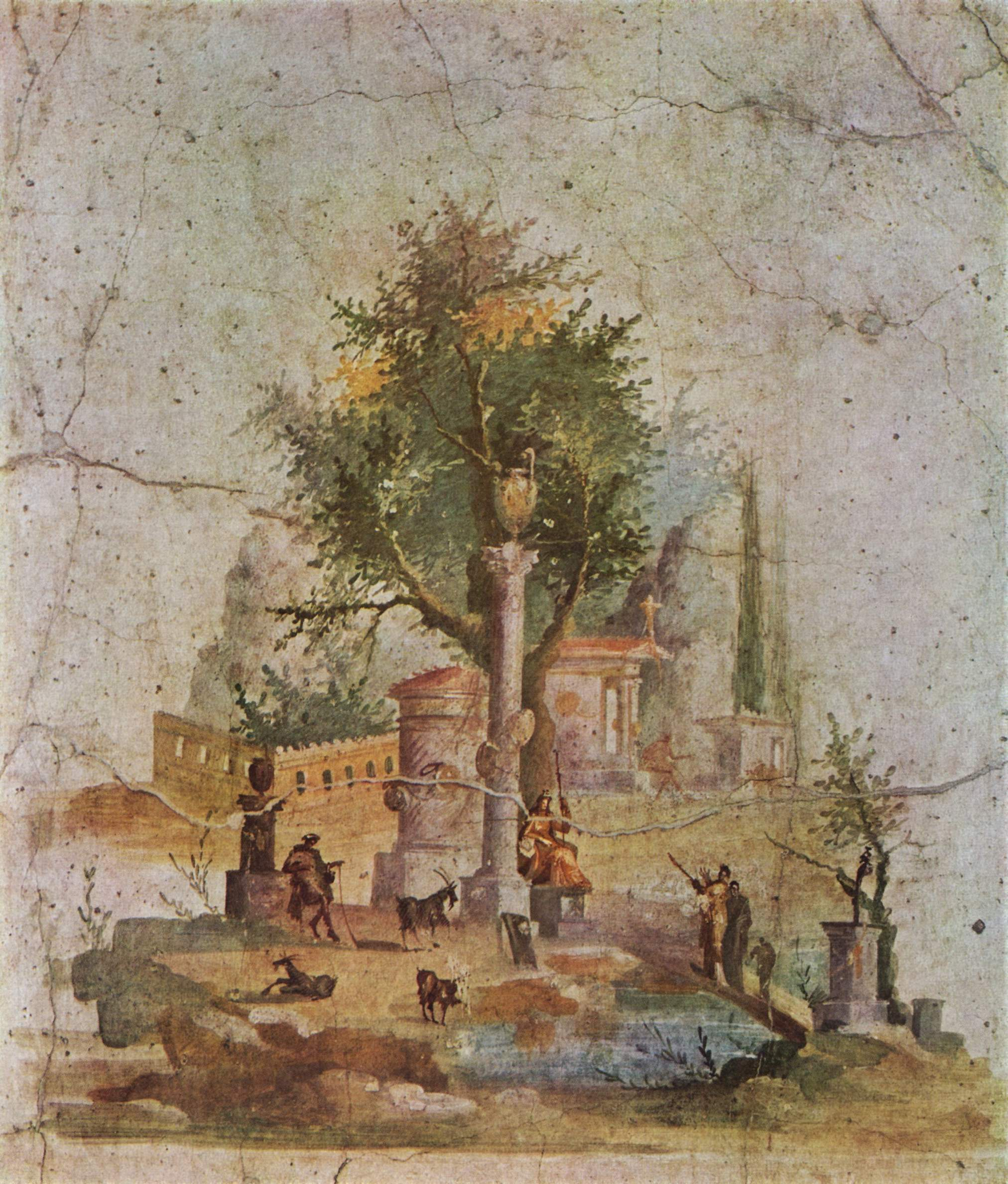
Frescă romană la o vilă din Pompei

Romanii au dus la perfecțiune tehnica mozaicului, mai ales pe pardoseli, și a frescelor pe pereți.
Sunt reprezentate ritualuri, teme mitologice, peisaje, naturi moarte sau scene cotidiene.
Obiectele din depărtare sunt reprezentate cu culorile și contururile mai estompate, ceea ce conferă un puternic realism prin efectul spațial creat.
Foarte multe exponate au fost găsite în siturile fostelor orașe Pompei și Herculaneum, distruse în urma erupției vulcanului Vezuviu (79 d.Hr.).

## Pictura bizantină
Picturile creștinismului timpuriu, datate în secolele al III-lea și al IV-lea, au decorat catacombele romane și pereții primelor biserici sub forma de mozaic.
Apar primele stilizări în cadrul reprezentării temelor din Noul Testament.
Astfel, Hristos este reprezentat ca un păstor, ceea ce amintește de reprezentarea zeului Hermes; învierea este simbolizată prin reprezentarea poveștii din Vechiul Testament a profetului Iona care scapă din peștele care îl înghițise. 
O valoare deosebită o au mozaicurile descoperite la bazilicile din Ravenna (secolul al VI-lea).
Personajele sunt reprezentate stilizat, cu figurile ușor alungite, privind în depărtare parcă dincolo de timp. 
O alta temă caracteristică artei bizantine o constituie lumea cerească.
Icoanele, picturi pe lemn ale imaginii lui Hristos sau Fecioarei, sau reprezentări ale sfinților, constituiau obiect de venerare. 
Reminiscențe ale stilului bizantin putem găsi și la manuscrisele necreștine, datate în secolele al IV-lea și al V-lea, aflate la Biblioteca Vaticana sau în scrieri creștine ca Psaltirea pariziană (datată în secolul al X-lea și aflata la Biblioteca Națională din Paris.)

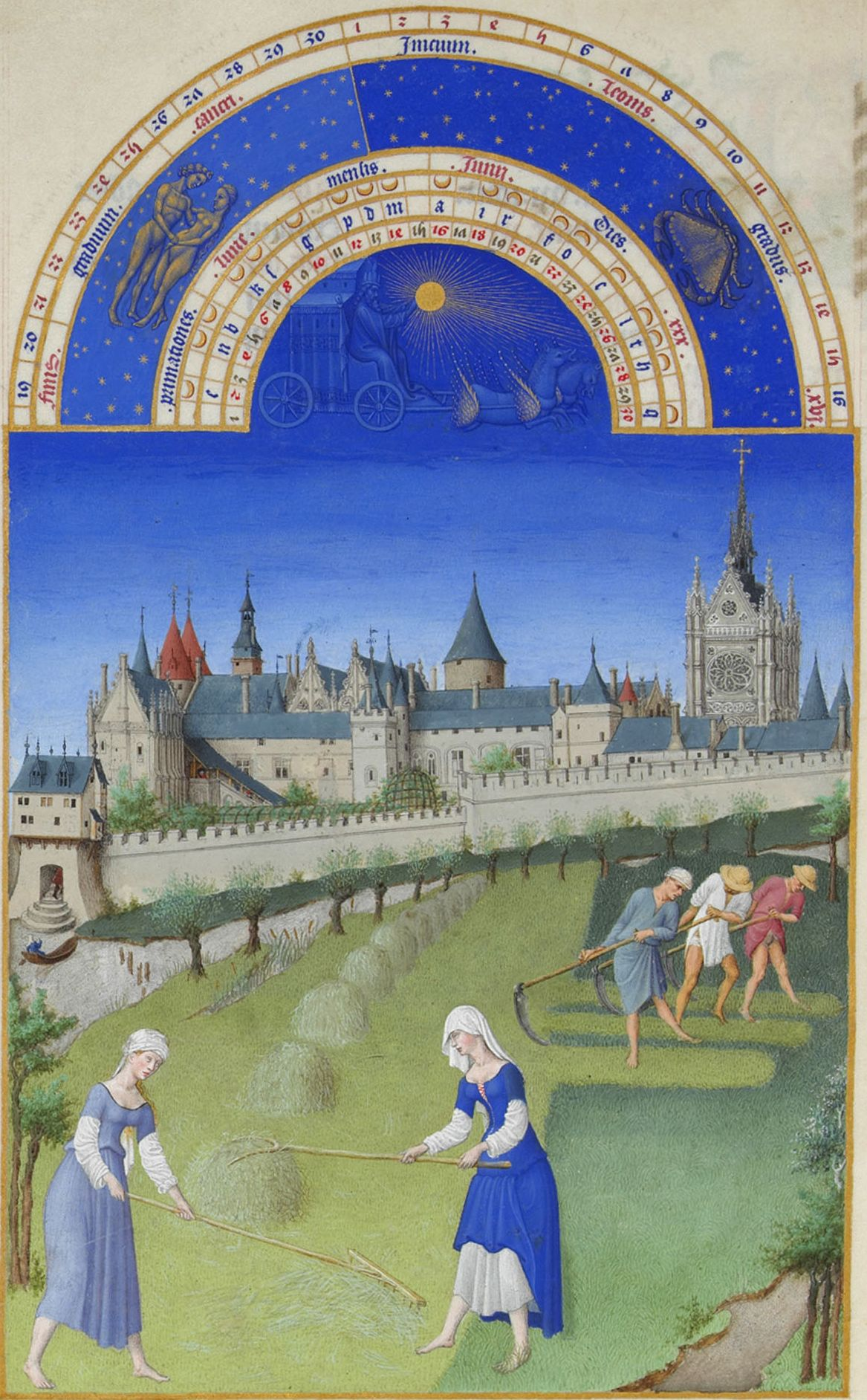
Pagină din manuscrisul Très Riches Heures du Duc de Berry (1413 - 1416)

## Pictura medievală
Arta evului mediu - realizată în afara granițelor Imperiului Bizantin - are câteva trăsături distinctive.
Astfel, arta anglo-irlandeză care începe să înflorească în perioada cuprinsă între secolele al VII-lea și al IX-lea în mănăstirile Insulelor Britanice, este caracterizată prin decorații de tip caligrafic.
Celebrul manuscris Evanghelia Lindisfarne (698? - 721, British Library, Londra) conține decorații liniare, combinând elemente celtice și germanice.

### Goticul timpuriu
Încă din perioda goticului timpuriu, se dezvoltă pictura pe vitraliile catedralelor.
Printre artiștii acestei perioade pot fi amintiți: 
- Ambrogio Lorenzetti: în perioada 1338 - 1339, pictează frescele din Palazzo Pubblico din Siena;
- Simone Martini: în 1328, realizează un celebru portret ecvestru al unui erou militar local.

### Goticul târziu
În secolul al XV-lea, goticul se extinde și în nordul Europei.
Detaliilor realiste li se acordă o deosebită atenție, ceea ce denotă interesul artiștilor îndreptat către ființa umană și natură.
La începutul secolului al XV-lea, frații Limbourg se mută din Flandra în Franța, unde realizează unul dintre cele mai celebre manuscrise gotice, cunoscut sub numele Très Riches Heures du Duc de Berry (muzeul Condé, Chantilly).
Ilustrațiile acestui manuscris reflectă stilul medieval târziu.

### Giotto
Spre deosebire de frații Limbourg, pictorul italian Giotto di Bondone (1267? - 1337) redă demnitate și dimensiuni monumentale figurii umane.
Opera sa a revoluționat pictura italiană, dar și a nordului Europei.
Printre cele mai celebre fresce ale sale se numără cele de la Capela Arena din Padova, realizate în 1305 și 1306.
De asemenea, Giotto a mai realizat numeroase picturi de altar, pe lemn, tradiție continuată de pictorii evului mediu târziu.

## Renașterea
Această revoluție culturală ce se întinde de-a lungul secolelor al XV-lea și al XVI-lea, care a debutat în Italia, a stimulat interesul pentru cultura clasică și a redat încrederea în individ.
Realizările antichității au fost apreciate la justa lor valoare, dar și cea a potențialului uman.

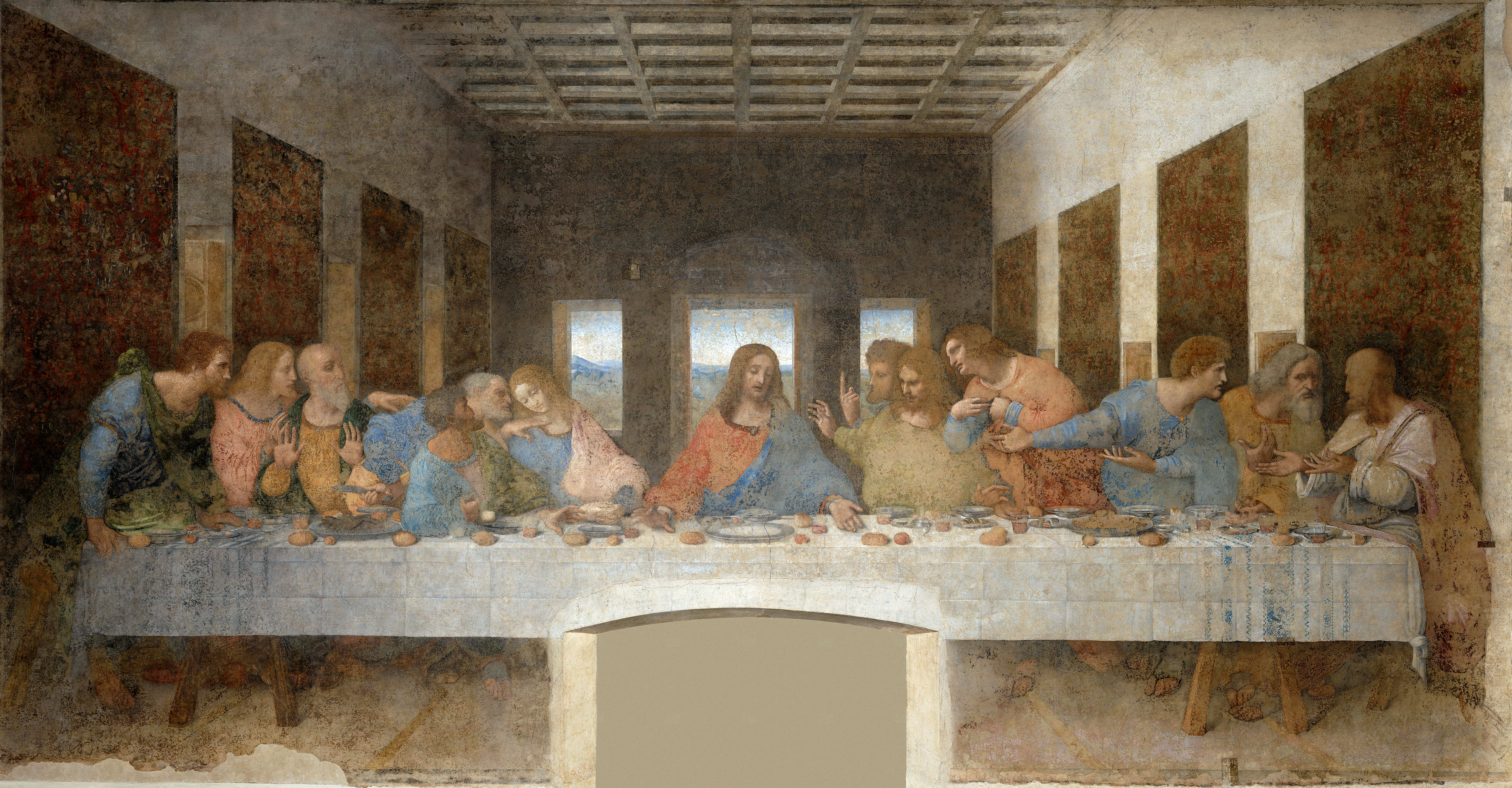
Leonardo da Vinci, "Cina cea de Taină", 1495 - 1498, Santa Maria delle Grazie, Milano

Un exemplu în acest sens îl constituie frescele realizate în cadrul bazilicii Santa Maria del Carmine (Florența) în jurul lui 1427 de către Masaccio (1401 - 1428), unul din marii inovatori ai acestei perioade.
Aici sunt vizibile fina observație a comportamentului uman și o bună cunoaștere a artei antice.
În lucrarea Alungarea din paradis, a aceluiași autor, Adam și Eva au figuri triste; reprezentarea Evei amintește de celebra sculptură antică Venus pudica.

### Renașterea timpurie
Operele unor mari sculptori și arhitecți conduc la elaborarea principiilor perspectivei liniare, care permite pictorilor ca reprezentărilor bidimensionale să le confere iluzia spațiului tridimensional.
Cei mai mulți pictori ai perioadei timpurii a Renașterii, printre care Paolo Uccello (1397?-1475), Piero della Francesca (1420?-1492) și Andrea Mantegna (1431-1506) au utilizat acest pricipiu și au introdus și alte inovații în ceea ce privește tehnica picturii în ulei, tempera sau fresco.
Alti artiști venețieni ca Domenico Veneziano (1405?-1461), Giovanni Bellini (1430?-1516) și Giorgione (1478?-1510) devin celebri prin strălucirea culorilor în ulei folosite.

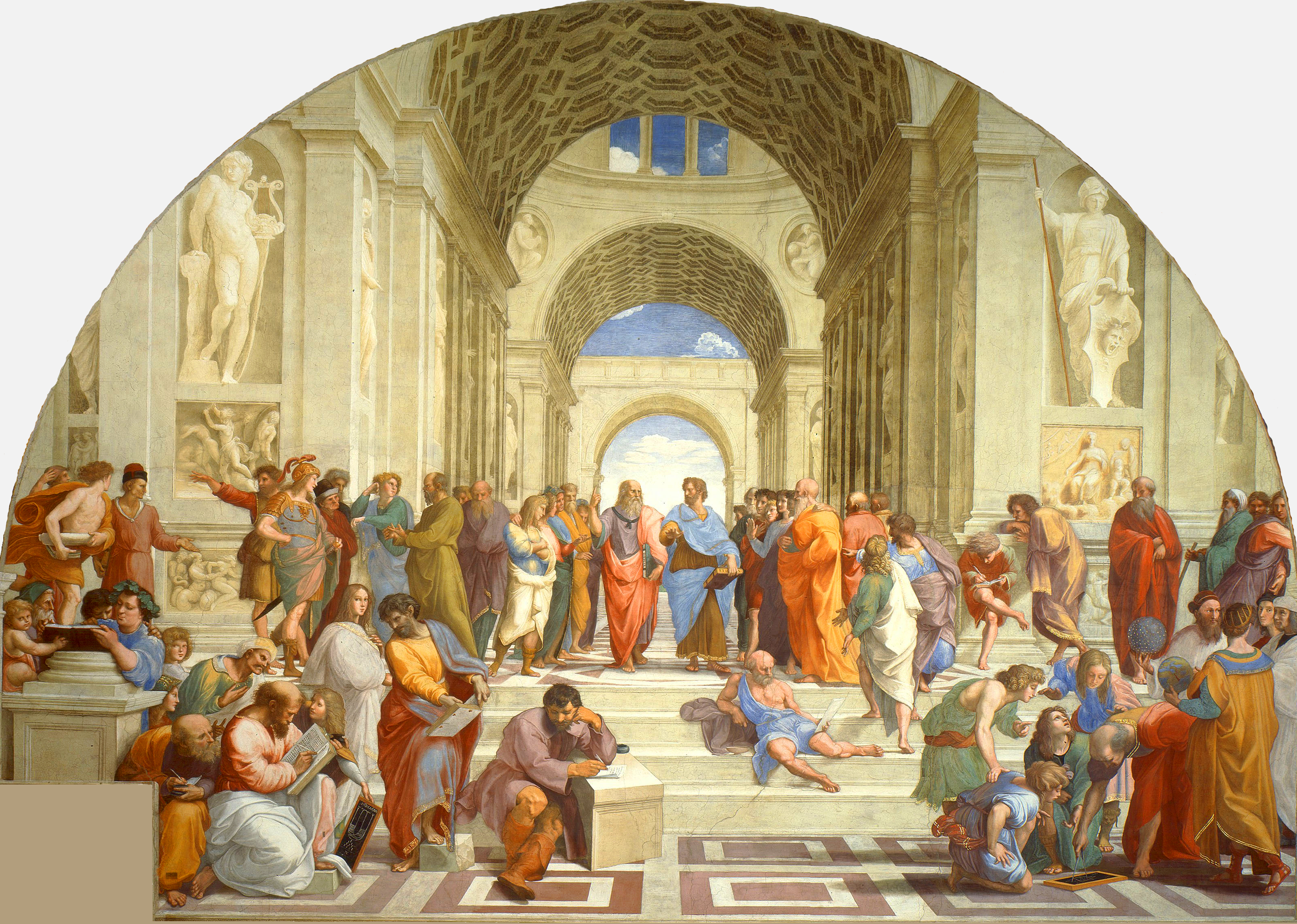
Rafael, Școala din Atena, 1509

### Apogeul Renașterii
Maeștrii acestei perioade au fost:
- Leonardo da Vinci: nu a lăsat prea multe picturi, fiind preocupat mai ales de știință și de invenții în domeniul tehnologiei. A utilizat pigmenți în ulei pe gips uscat, de aceea frescele s-au deteriorat de-a lungul timpului, cum este cazul lucrării "Cina cea de Taină" (1495 - 1497, Santa Maria delle Grazie, Milano).
- Rafael: perfecționează descoperirile Renașterii timpurii în ceea ce privește culoarea și compoziția. Creează adevărate modele ale reprezentării Fecioarei și Pruncului Sfânt și realizează portrete admirabile ale contemporanilor.
- Michelangelo: își manifestă geniul prin picturile plafonului Capelei Sixtine din Roma (1508 - 1512), printre care amintim:  Geneza, Căderea în păcat și marea frescă de perete Judecata de apoi (1536 - 1541).
- Tițian marchează apogeul picturii venețiene prin portretele sale, care dovedesc o cunoaștere profundă a naturii umane, reprezentări ale lui Hristos și a altor teme mitologice, dar și ale nudului feminin.

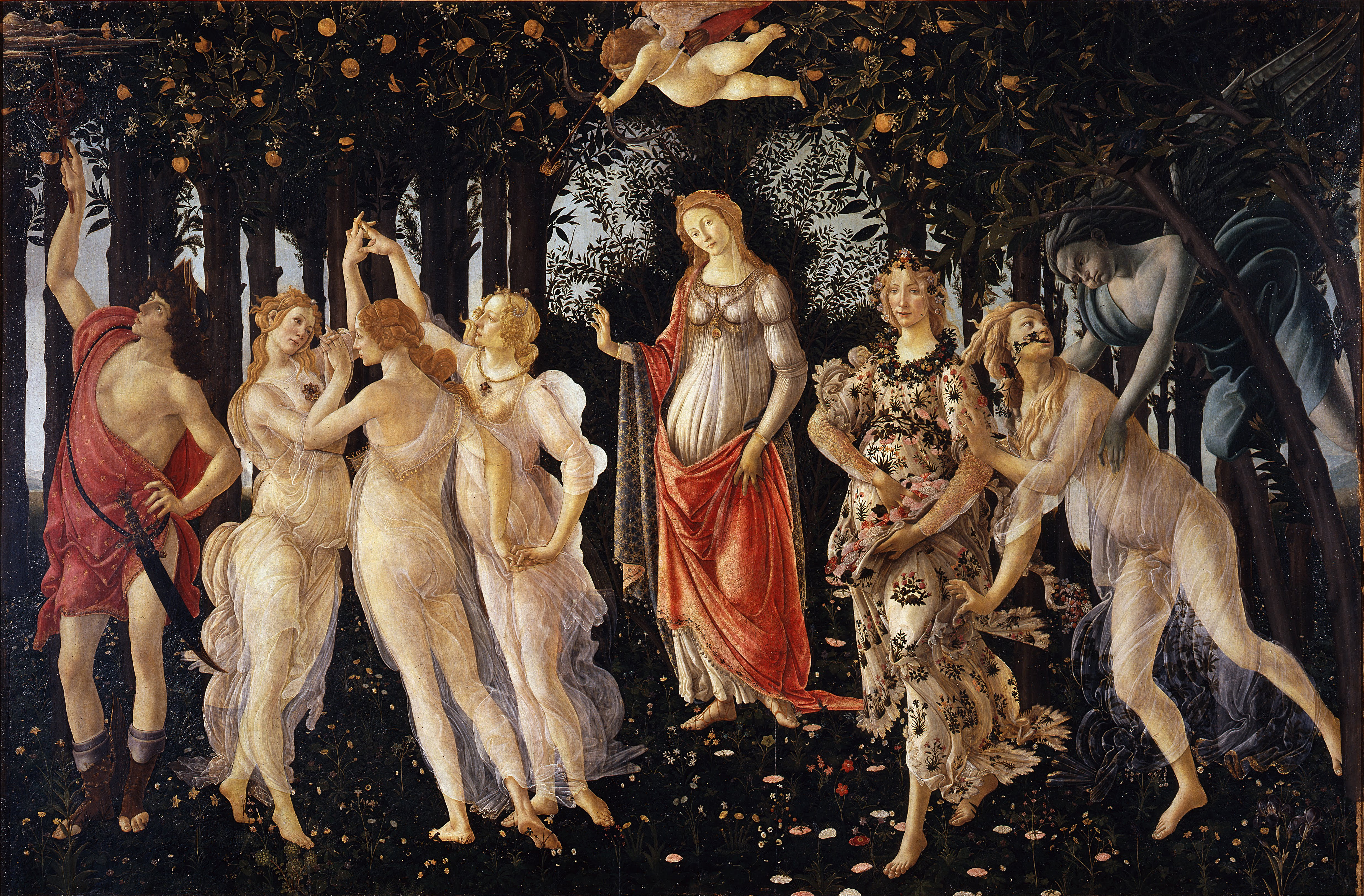
Sandro Botticelli, La primavera, 1478, Galleria degli Uffizi, Florența

### Renașterea în diverse țări europene
În secolul al XV-lea, influența Renașterii italiene se extinde și asupra vestului Europei, dar se pierd reminiscențele antice.
Atenția este acum îndreptată în întregime asupra ființei umane și a redării meticuloase a detaliilor naturale.
În secolul următor, se extind și conceptele referitoare la arta antică și la perspectiva liniară.
Unul dintre cei mai importanți pictori olandezi ai secolului al XV-lea este Jan van Eyck (1390? - 1441), care, ajutat și de fratele său, Hubert, realizează polipticul de la Gent (1432, Biserica Saint Bavon, Gent).
Cele 24 de panouri conțin sute de figuri umane.
Este remarcabilă redarea detaliilor, mai ales a vegetației, unde putem distinge peste 30 de specii de plante.

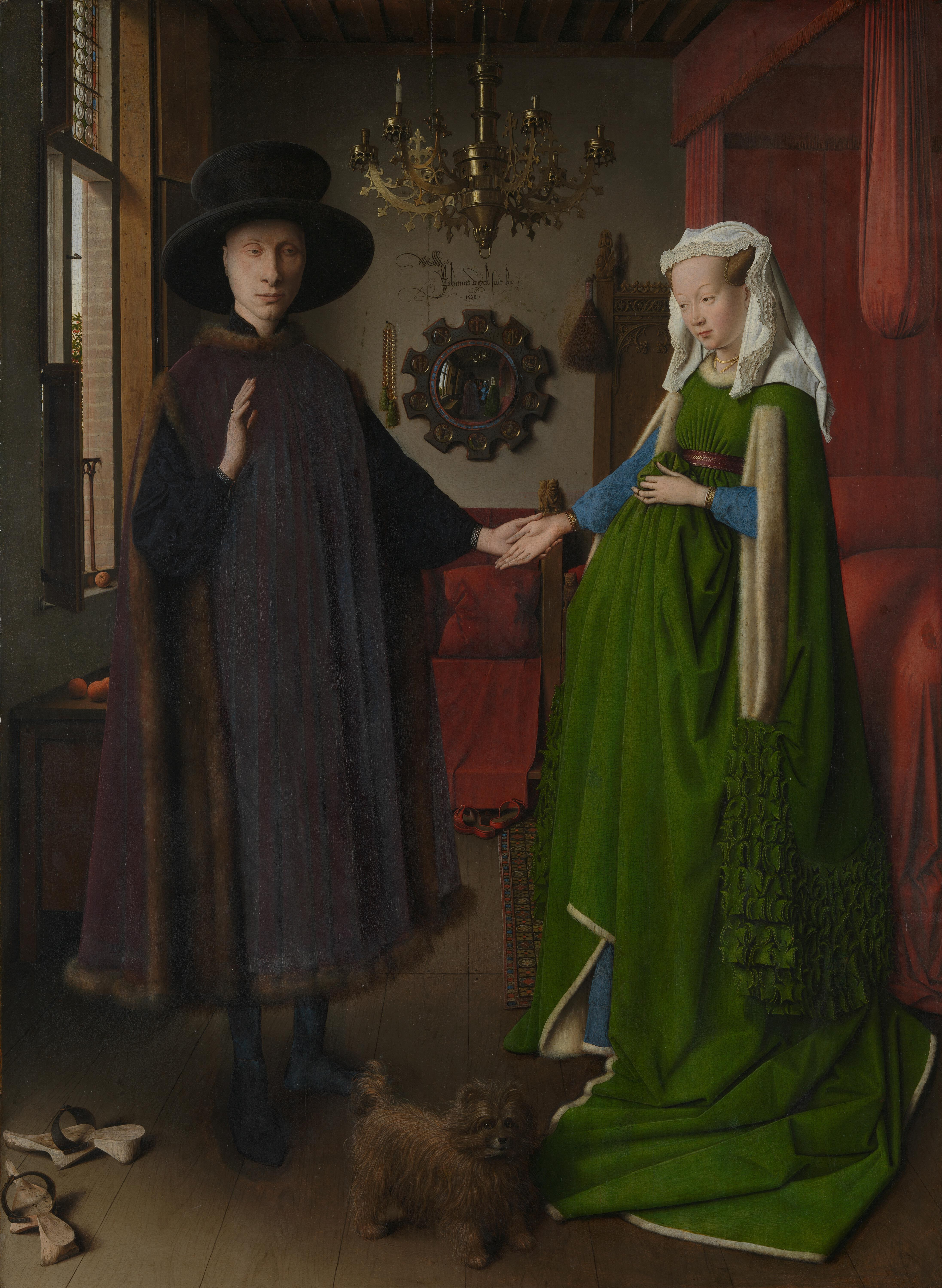
Jan van Eyck, Familia Arnolfini, 1434, National Gallery, Londra

Alt artist flamand al perioadei este Rogier van der Weyden (1399 - 1464) ale cărui picturi religioase sunt străbătute de un puternic dramatism emoțional.
Hans Memling (1435? - 1494) creeză figuri delicate, grațioase pe un fundal eteric.
Hugo van der Goes (1440? - 1482) realizează, la comanda familiei italiene Portinari, o superbă piesă de altar (1476, Palazzo degli Uffizi, Florența) cu o multitudine de detalii.
O caracteristică a tuturor acestor artiști o constituie utilizarea simbolurilor specifice iconografiei.
Obiectele nu sunt reprezentate doar pentru sine, ci întruchipează idei abstracte; de pildă o vază de cristal semnifică puritatea.
Perspectiva liniară nu era cunoscuta pictorilor flamanzi, totuși tehnica acestora, a emailului în ulei și a culorilor tempera, nu a fost niciodată depașită.
În Franța, cel mai important pictor al acestei perioade a fost Jean Fouquet (1416? - 1480), un valoros portretist, dar și miniaturist, care a influențat atât arta flamanda timpurie, dar și pictura italiană.

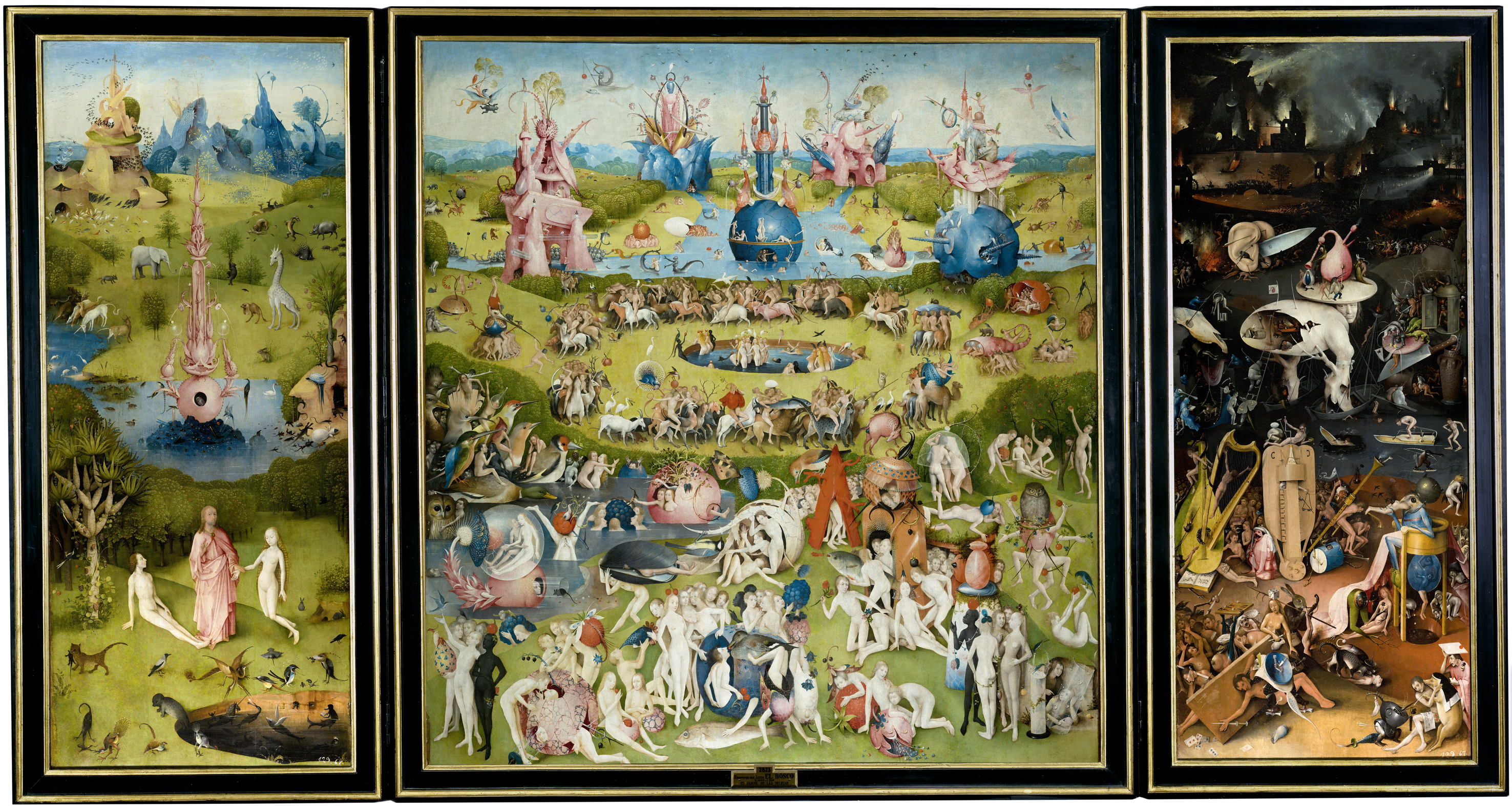
Hieronymus Bosch, Grădina deliciilor pământene, 1500 - 1505, Museo del Prado, Madrid

La începutul secolului al XVI-lea, au fost create mari capodopere de către pictori care, mai mult interesați de valoarea expresivă a obiecelor și personajelor, au ignorat perspectiva, anatomia și proporțiile corecte.
Un exemplu îl constituie Grădina deliciilor pământene, triptic al olandezului Hieronymus Bosch (1450? - 1516), o conglomerație plină de senzualism, de forme umane, animale și vegetale.
De asemenea și în Altarul de la Isenheim (1512 - 1515? Muzeul Unterlinden, Colmar, Franța), pictorul german Matthias Grünewald (1475? - 1528) exagerează formele umane pentru a reda mai multă expresivitate emoției.
La polul opus se află Albrecht Dürer (1471 - 1528), un adevărat geniu al renașterii nordice, celebru prin acuratețea cu care a redat figura umană și meticulozitatea redării detaliului.
Acest mare umanist creștin, a cărui curiozitate științifică poate fi comparată doar cu cea a lui Leonardo da Vinci, a fost influențat de Erasmus din Rotterdam și de Martin Luther, lucru vizibil în lucrarea Călărețul, Diavolul și Moartea (1513) și de picturile formând Cei patru apostoli (1526?, Alte Pinakothek, München).
Un alt artist german remarcabil a fost Hans Holbein cel Tânăr (1497? - 1543), cunoscut mai ales pentru portretul regelui englez Henric al VIII-lea și al lui Thomas Morus.

Hans Holbein, Ambasadorii, 1533, National Gallery, Londra

Printre pictorii olandezi ai secolului al XVI-lea, cel mai celebru este Pieter Bruegel cel Bătrân (1525? - 1569).
Scenele sale de viață rurală sau cele satirice referitoare la nebunie sunt foarte valoroase.
Inspirate din mitologie, parabole sau proverbe, creația sa încântă privitorii de mai bine de patru secole.

### Manierismul
Acest stil, caracterizat prin conștiința de sine, dar și artificial, apare în Italia în jurul lui 1520. 
Accentul nu cade pe armonia liniei, a culorii sau a compoziției, ci pe complexitate și distorsionare. 
Chiar și picturile religioase devin ciudate privitorului, deoarece nu mai respectă vechile canoane.  
Printre manieriști putem considera: Pontormo (Jacopo Carucci, 1494 - 1557), Rosso Fiorentino (1494 - 1540), Parmigianino (Girolamo Francesco Maria Mazzola, 1503 - 1540), Tintoretto (Jacopo Comin, 1518 - 1594) si Agnolo Bronzino (1503 - 1572). Dar cel mai cunoscut manierist este El Greco (1541 - 1614). 
Acesta a studiat în Italia, dar s-a stabilit în Franța. 
Modalitatea sa emoțională de abordare se aplică și asupra peisajelor, care uneori ating valențe apocaliptice. 
Un exemplu îl constituie Vedere din Toledo (1600? - 1610, Metropolitan Museum of Art, New York).

## Barocul
Arta secolului al XVII-lea, arta barocă, este caracterizată prin dinamism, spre deosebire de cea renascentistă care este relativ statuară.
Caracteristice stilului baroc sunt liniile diagonale de compoziție, care conferă senzația de mișcare, și utilizarea clarobscurului.
Ambele trăsături au creat un stil grandios, dramatic, apropiat spiritului vital al Contrareformei.
Mulți dintre pictorii începutului secolului al XVII-lea părăsesc artificialitatea manierismului în încercarea de a se apropia tot mai mult de lumea naturală.

### Italia
În Italia perioadei baroce s-au afirmat o multitudine de artiști, toti înzestrați cu o deosebita forță novatoare.
Annibale Carraci (1560 - 1609), Guido Reni (1575 - 1642), Guercino (Giovanni Francesco Barbieri, 1591 - 1666) și Pietro da Cortona (1596 - 1669) au realizat fresce de tavan splendide, care au decorat diverse palate ale Romei, toate inspirate din lucrările lui Michelangelo de la "Capela Sixtină".
Dar cel mai mare inovator rămâne Caravaggio (1571 - 1610) ale cărui clarobscururi utilizate în pictura religioasă au exercitat o puternică influență asupra pictorilor italieni, cum ar fi Orazio Gentileschi (1563 - 1639), și a artei europene în general.
Ulterior, acest nou stil a fost denumit "tenebrism".

### Franța
Stilul lui Caravaggio a fost asimilat de doi pictori francezi.
Georges de La Tour (1593 - 1652), pictor de subiecte religioase, a fost un maestru al luminilor și umbrelor, demonstrându-si virtuozitatea prin modul cum ilumina fețele și mâinile prin lumina parcă străvezie a unei singure lumânări.
Louis Le Nain (1593? - 1648) utiliza luminile și umbrele obținând aceleași efecte dramatice dar în cazul vieții rurale.
Totuși, în general, artiștii baroci francezi, practicau o moderație clasică, ceea ce conferea echilibru, claritate și armonie lucrărilor lor.
Acest lucru este vizibil atât în cazul subiectelor clasice redate de către Nicolas Poussin (1594 - 1665) sau la peisajele onirice ale lui Claude Lorrain (1600 - 1682), artiști care și-au petrecut cea mai mare parte a vieții în Italia.

### Spania[2]

Diego Velázquez, "Las Meninas"

Jusepe de Ribera (1591 - 1652) și Francisco de Zurbarán (1598 - 1664) au preluat tenebrismul lui Caravaggio, dar fiecare în mod diferit.
Astfel, dacă la Ribera avem un realism brutal, la Zurbarán subiectele religioase sunt văzute cu acel misticism spaniol iar, ca și Caravaggio, acesta din urmă excelează în redarea naturii statice.
Diego Velázquez (1599 - 1660), pictorul de curtea lui Filip al IV-lea al Spaniei, a fost cel mai mare pictor baroc spaniol.
Redă subiectele cu detașare, fără pasiune, iar membrii familiei regale sunt portretizați în mod realist, realism vizibil în celebra sa lucrare "Las meninas" ("Domnișoarele de onoare", 1656, Muzeul Prado).
În aceasta pictură, pe lângă anturajul regal, apare într-un colț și imaginea autorului aflat la șevalet.

### Barocul flamand
Peter Paul Rubens (1577 - 1640), maestrul barocului flamand, a fost influențat de tenebrismul lui Caravaggio, dar și de marii coloriști venețieni Tițian și Veronese.
Popularitatea sa a fost atât de mare, încât a înființat numeroase ateliere, în care numeroși asistenți îl ajutau să ducă la bun sfârșit numeroasele comenzi pe care le primea din partea municipalității, bisericii, regalității și a unor întreprinzători privați.
Vasta sa operă include portrete, redarea unor subiecte mitologice, religioase și istorice, toate exprimând exuberanța stilului baroc și vitalitatea spiritului artistului.
Stilul lui Rubens, plin de culoare vibrantă, în care lumina și întunericul contrastează în mod spectaculos, este clar vizibil în Coborârea de pe cruce (1611 - 1614, Catedrala din Anvers) și în Pălăria de paie (1620?, National Gallery, Londra).
Antoon van Dyck (1599 - 1641), unul din discipolii lui Rubens, devine celebru prin portretele realizate personajelor de curte ale lui Charles I al Angliei.
Aceste picturi sunt pline de eleganță și atenție acordată detaliilor, trăsături specifice lui Rubens, și au exercitat o puternică influență asupra portretisticii engleze a secolului al XVIII-lea.

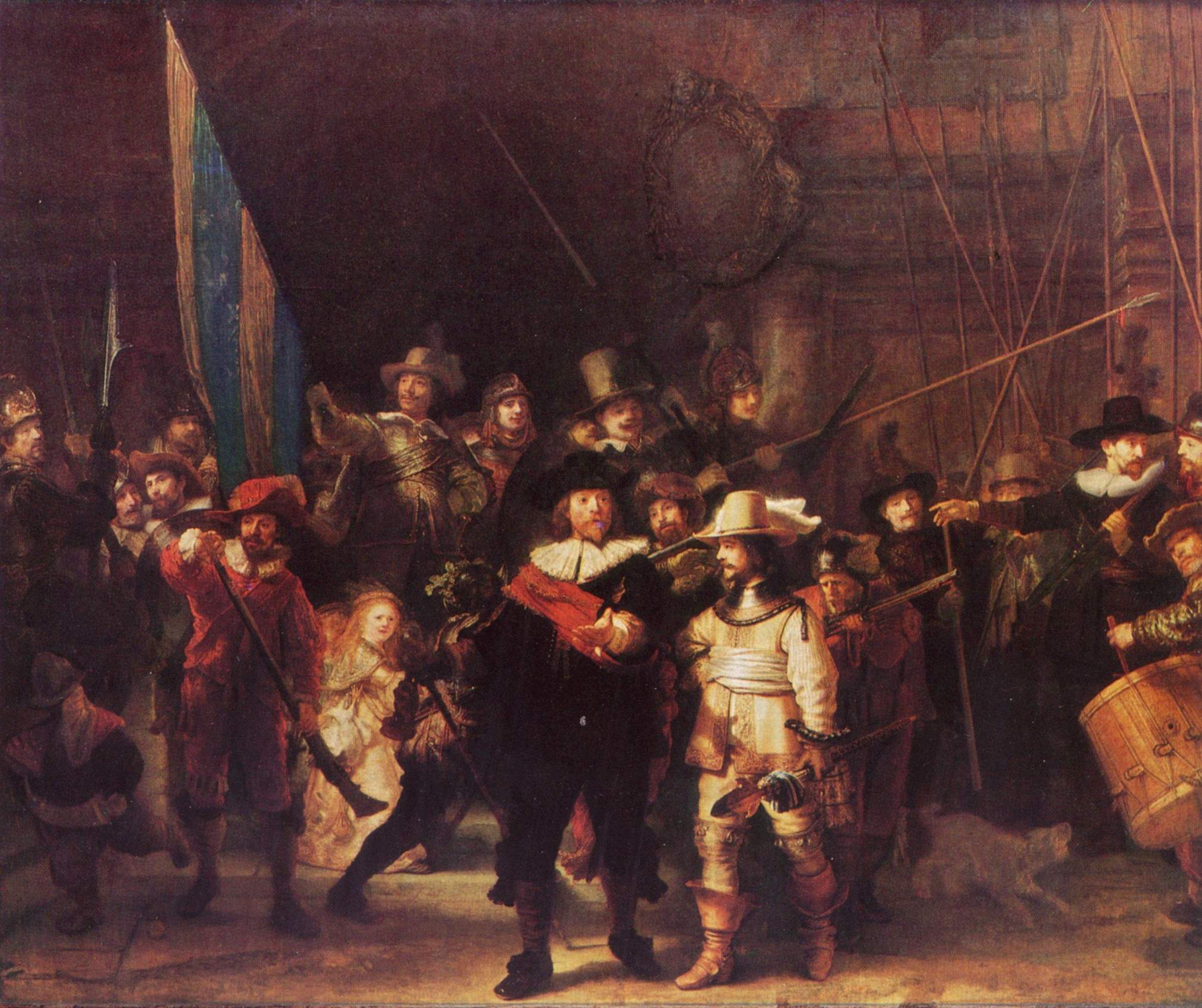
Rembrandt, Rondul de noapte, Rijksmuseum, Amsterdam

### Olanda
Un număr mare de pictori au apărut în Olanda secolului al XVII-lea.
Dintre aceștia se remarcă Rembrandt van Rijn (1606 - 1669).
Operele sale timpurii, cum ar fi Bancherul (1627, Staatliche Museum, Berlin), au fost influențate de Caravaggio; ulterior, în lucrari ca Autoportret (1659, Iveagh Bequest, Kenwood House, Londra), afișează tehnica clarobscurului și profunditate psihologică.
Alți pictori olandezi au fost: Frans Hals (c. 1580 - 1666) și Jacob Isaackszoon van Ruisdael (1628? - 1682), care au realizat splendide peisaje.
Numeroși alți artiști au excelat în teme ca: scene, portrete, viața cotidiană spre incantarea reprezentanților clasei de mijloc care le comandau și care stfel deveneau patroni de artă.
Printre aceștia se remarcă Johannes Vermeer (1632 - 1675), ale cărui lucrări, cum ar fi Vedere din Delft (1660?, Mauritshuis, Haga), deși de mici dimensiuni, acordă o semnificație particulară spațiului ordonat și sunt adevărate capodopere ale efectelor luminoase.

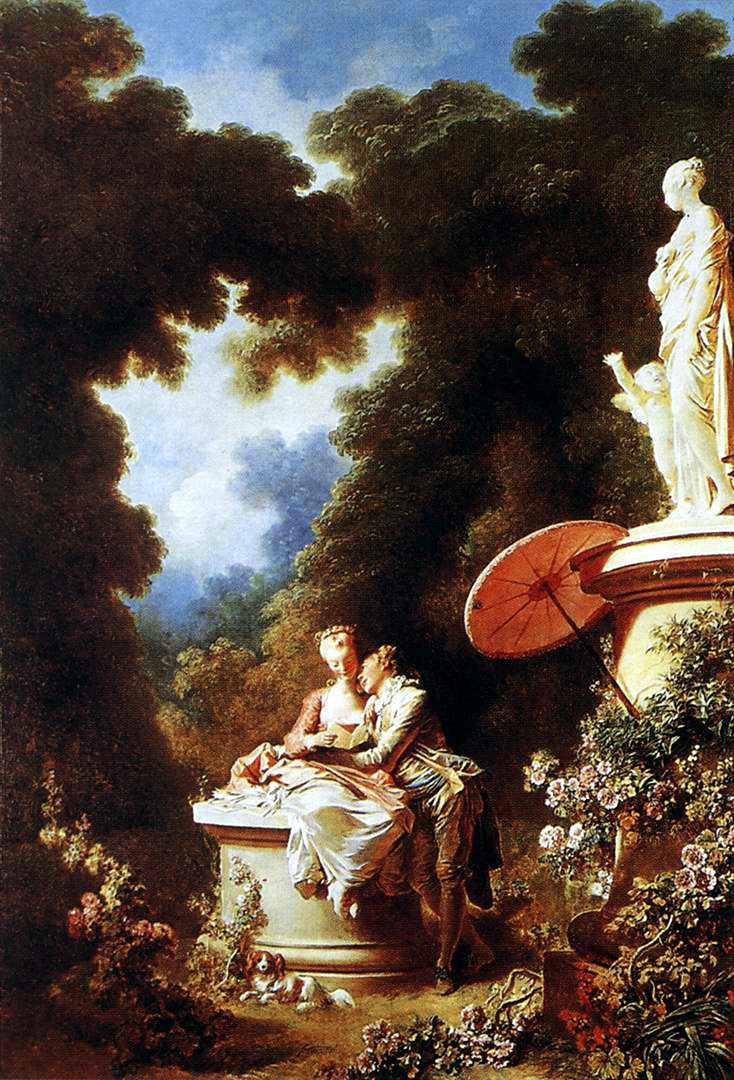
Jean-Honoré Fragonard, Declarația de dragoste (1771), Frick Collection, New York

## Stilul rococo
Arta rococo, care a debutat în Franța și Germania începutului de secol XVIII, a fost în multe privințe o continuare a barocului, mai ales când ne referim la jocul de umbre și lumini și la mișcarea compozițională.
Totuși, stilul rococo este mai ludic, chiar inclinat către frivolitate, adecvat mai ales decorațiilor, aplicate mai ales la acele hôtels pariziene, locuințe rezidențiale ale aristocrației franceze.
Printre artiștii rococo se remarcă Antoine Watteau (1684 - 1721), cunoscut în special pentru imaginile sale diafane, eterice, cu amanți îmbrăcați elegant, ce participă la acele fêtes galantes (reuniuni mondene în aer liber), la moda în acea vreme.
La fel de frecvente erau și scenele idilice, pastorale și mitologice, unde apăreau femei grațioase și nonșalante și amintim aici artiști ca: François Boucher (1703-1770), Jean-Honoré Fragonard (1732-1806) și Jean Siméon Chardin (1699-1779).
În Germania, stilul rococo este ilustrat de opera pictorului de origine italiană, Giovanni Battista Tiepolo (1696-1770).
Frescele sale de tavan, pline de artificii iluzioniste, decorează celebra sala de recepție Kaisersaal a palatului episcopal de la Würzburg (Reședința din Würzburg).
În deplin sincronism cu evoluția rococo de pe continentul european se află și opera artistului englez William Hogarth (1697-1764), ale cărui picturi moralist-narative satirizau moravurile epocii, un exemplu în acest sens constituindu-l lucrarea Marriage à la Mode (1745), care prezintă efectele dezastruoase ale unei căsătorii din interes.
Thomas Gainsborough (1727-1788) și Joshua Reynolds (1723-1792), urmând linia trasată de van Dyck, se concentrează asupra portretizării aristocrației engleze.

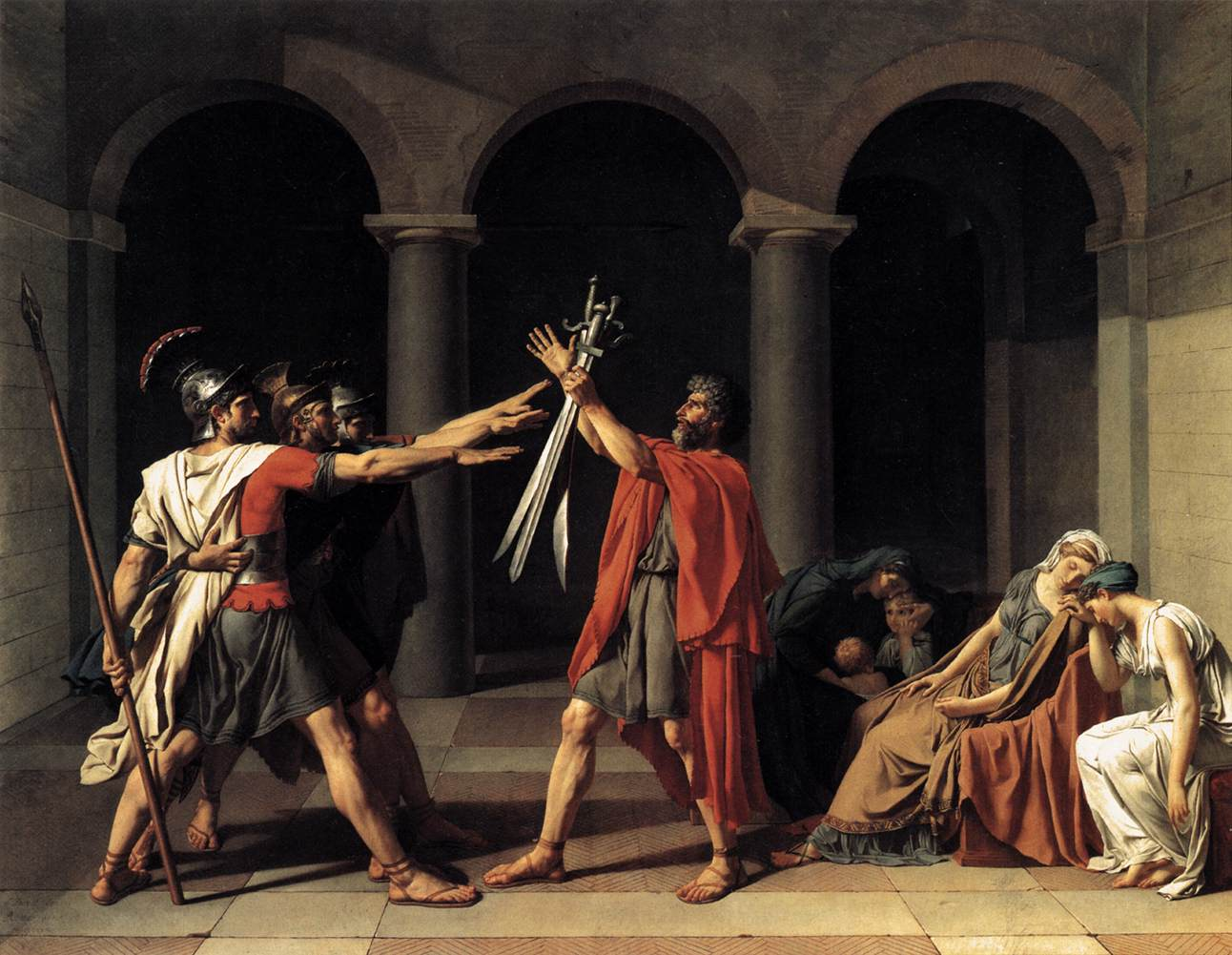
Jacques Louis David, Jurământul Horațiilor, 1784

## Neoclasicismul
În a doua jumătate a secolului al XVIII-lea are loc o revoluție în pictură, când exuberanța stilului rococo este înlocuită de sobrietatea neoclasicismului.
La aceasta a contribuit un anumit context istorico-social.
Săpăturile arheologice efectuate pe la mijlocul secolului, în Italia și Grecia, au scos la lumină diverse clădiri antice, care au servit drept inspirație pentru arhitecții englezi și francezi.
De asemenea, în 1755, istoricul de artă german Johann Joachim Winckelmann (1717-1768) publică celebrul său eseu Gedanken über die Nachahmung der Griechischen Werke in der Malerei und Bildhauerkunst ("Gânduri asupra imitației operelor grecești în pictură și sculptură") în care aducea elogii sculpturii clasice grecești.
Această scriere a influențat patru mari artiști care locuiau pe atunci în Roma: scoțianul Gavin Hamilton (1723 - 1798), germanul Anton Rapahel Mengs (1728 - 1779), elvețianca Angelica Kauffmann (1741-1807) și americanul Benjamin West (1738-1820).
Toti aceștia au creat lucrări bazate pe literatura clasică.
Dar contextul istorico-social al acelei perioade a fost marcat mai ales de frământarile sociale ale acelei perioade, care au culminat cu Revoluția franceză.
Cel mai însemnat promotor al neoclasicismului a fost pictorul francez Jacques Louis David (1748-1825).
Influențat de clasicismul ce caracterizează opera lui Poussin, în perioada petrecută la Roma, David își formează un stil sobru în concordanță cu idealurile Revoluției franceze.
Astfel, lucrări ca Jurământul Horaților (1784 - 1785, Luvru) insuflă patriotism sau altele ca Moartea lui Socrate (1787, Metropolitan Museum of Art), promovează stoicismul și sacrificiul de sine.
Nu numai subiectele făceau parte din istoria antică și mitologia clasică, dar și modul de redare amintea de sculptura acelei perioade.
Succesorul strălucit al lui David a fost Jean Auguste Dominique Ingres (1780-1867), a cărui seninătate a tonului și a liniei, dar și atenție acordată detaliului - cum este cazul portretului Contesa d'Haussonville (1845, Frick Collection, New York) - se identifică  cu tradiția academică a Franței.
La Ingres întâlnim și trăsături ale curentului ce succede neoclasicismul și anume romantismul, lucru vizibil mai ales în numeroasele sale reprezentări de odalisce (concubine într-un harem).
Printre pictorii influențați de David putem aminti și câteva femei: Adélaïde Labille-Guiard, Marie-Guillemine Benoist și Constance Marie Charpentier.

## Secolul al XIX-lea

### Romantismul
Succesoare imediată a neoclasicismului, romantismul introduce gustul pentru medieval și mister, dar și pentru pitorescul și sublimul din natură.
Rolul jucat de imaginația individuală ce dă libertate emoției și sentimentelor înlocuiește abordarea intelectual-rațională a neoclasicismului.

Eugène Delacroix, Libertatea conducând poporul, 1830

#### Franța
Succesorul lui David, care marchează cotitura către romantism, a fost discipolul său, Antoine-Jean Gros (1771-1835), celebru mai ales pentru portretele lui Napoleon.
Colegul lui Gros, Théodore Géricault (1791-1824) este renumit pentru redarea spectaculoasă și monumentală a evenimentelor acelei epoci.
Capodopera sa, Răpirea meduzei (1818-1819, Luvru), reliefează atât suferința supraviețuitorilor unui naufragiu, dar și eroismul acestora.
Eugène Delacroix (1798-1863) tratează tema suferinței umane în lucrări străbătute de un intens fior dramatic, precum: Masacrul din Chios (1822 - 1824), Libertatea conducând poporul (1830), ambele expuse la Luvru.
Delacroix s-a inspirat nu numai din literatură, precum ceilalți romantici, dar și din călătoriile întreprinse în Orientul Mijlociu.
Tehnica sa de a diviza culorile (utilizarea de picături fine de pigment pur) este reluată ulterior de impresioniști la sfârșitul secolului al XIX-lea.
Alți pictori romantici francezi și-au îndreptat atenția către peisaje pitorești și scene sentimentale ale vieții rurale.
Unul din aceștia a fost Jean-François Millet (1814-1875), care asemeni multor mari artiști, s-a stabilit în satul Barbizon, lângă Paris.
Printr-un sentiment de adorație față de natură, acesta transforma țăranii în adevărate simboluri creștine.
Jean-Baptiste Camille Corot (1796-1875), și acesta vizitator frecvent al Școlii de la Barbizon, înfățișează aspectele lirice ale naturii prin peisaje caracterizate printr-o tonalitate argintie a culorilor.

#### Anglia
Și în Anglia înflorește pictura peisajelor romantice.
Debutul are loc la începutul secolului al XIX-lea cu operele lui John Constable (1776-1837) și Joseph Mallord William Turner (1775-1851).
Deși diferiți ca stil, cei doi erau preocupați de redarea efectelor de lumină și a atmosferei.
Deși avea o abordare punctuală și științifică, Constable realizează tablouri poetice, care elogiau viața rurală liniștită.
Turner s-a orientat către sublimul fenomenelor naturii dezlănțuite.
Modul în care utiliza culorile și reda lumina avea să influențeze impresionismul francez de mai târziu.

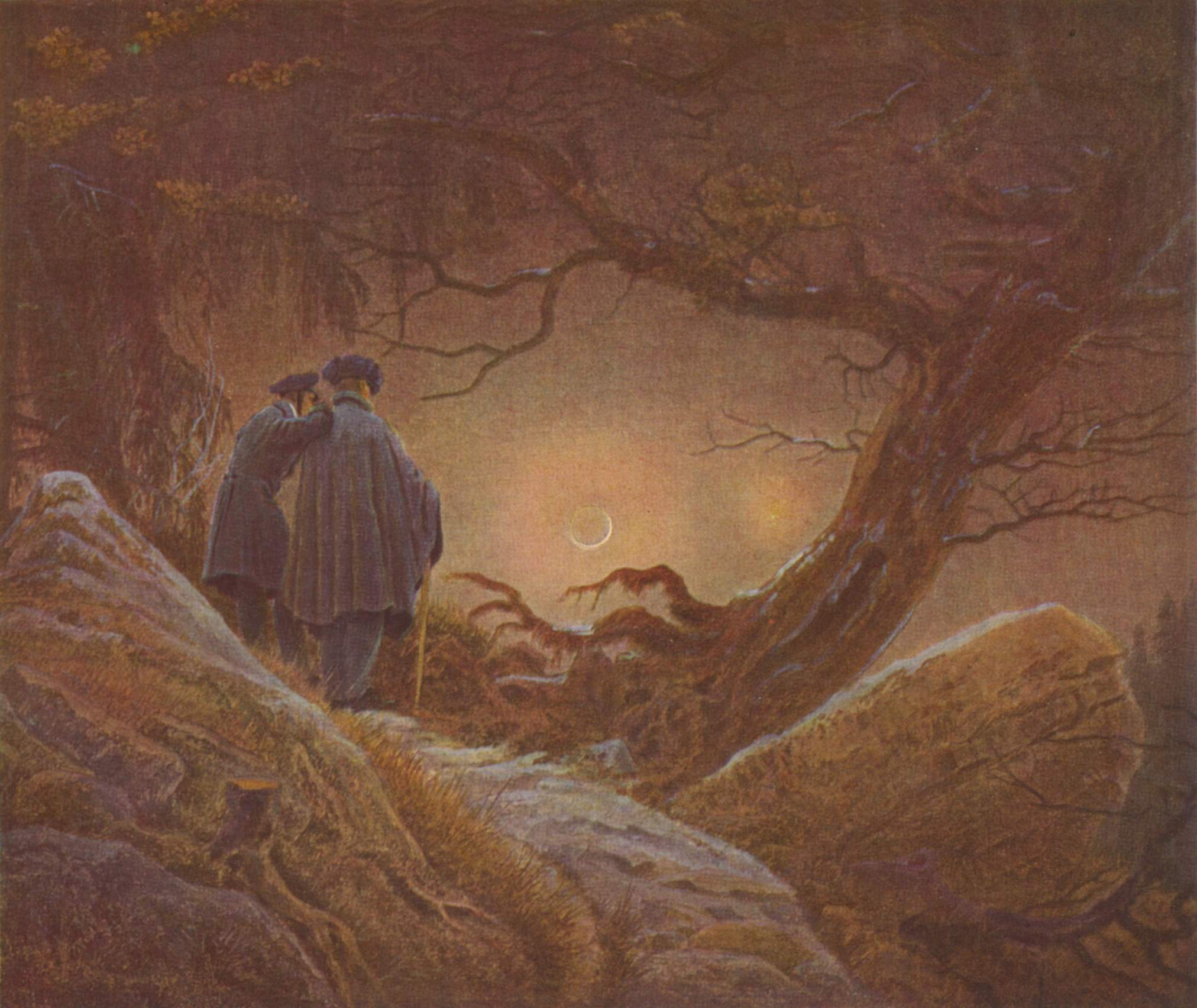
Caspar David Friedrich, Doi oameni contemplând luna, 1819

#### Germania
Cel mai mare pictor romantic german a fost Caspar David Friedrich (1774-1840).
Peisajele au constituit modul său favorit de a se exprima.
A combinat transcendentalul imaginii cu misticismul religios, înfățișând pământul, natura suferind transformări și mai ales în situații-limită, cum ar fi în lumina dimineții sau a amurgului sau în condiții de ceață etc.
În mod similar, Philipp Otto Runge și-a dedicat cariera reprezentării peisajelor mistice.

#### America
Primul pictor american cu adevărat romantic a fost Washington Allston (1779-1843).
Picturile sale sunt misterioase, meditative, evocative sau înclinate către reverie poetică.
Ca și alți romantici, s-a inspirat din religie și din literatură.
În perioada 1820 - 1880, se disting artiștii școlii Hudson River.
Pânzele acestora exprimă admirația față de frumusețile naturii americane.
Thomas Cole (1801-1848), cel mai valoros dintre aceștia, adaugă scenelor puternice implicații morale, lucru vizibil mai ales în seria sa de cinci picturi epic-alegorice Evoluția imperiului ("The Course of Empire", 1836,  New-York Historical Society, New York)
Pe la mijlocul secolului al XIX-lea, începe să se manifeste o nouă tendință în pictura romantică americană, numită luminism, care se caracterizează prin interesul acordat efectelor atmosferice ale luminii difuze.
John Frederick Kensett (1816-1872), Martin Johnson Heade (1819 - 1904) și Fitz Hugh Lane (1804 - 1865) sunt câțiva din artiștii acestui nou concept.
La fel ca în perioada timpurie a Școlii Hudson River, și aici apare ideea prezenței divinității în natură.
Alti artiști, ca Frederic Edwin Church (1826-1900) și Albert Bierstadt (1830-1902), au înfățișat scene spectaculoase din jungla sud-americană și din Vestul sălbatic.

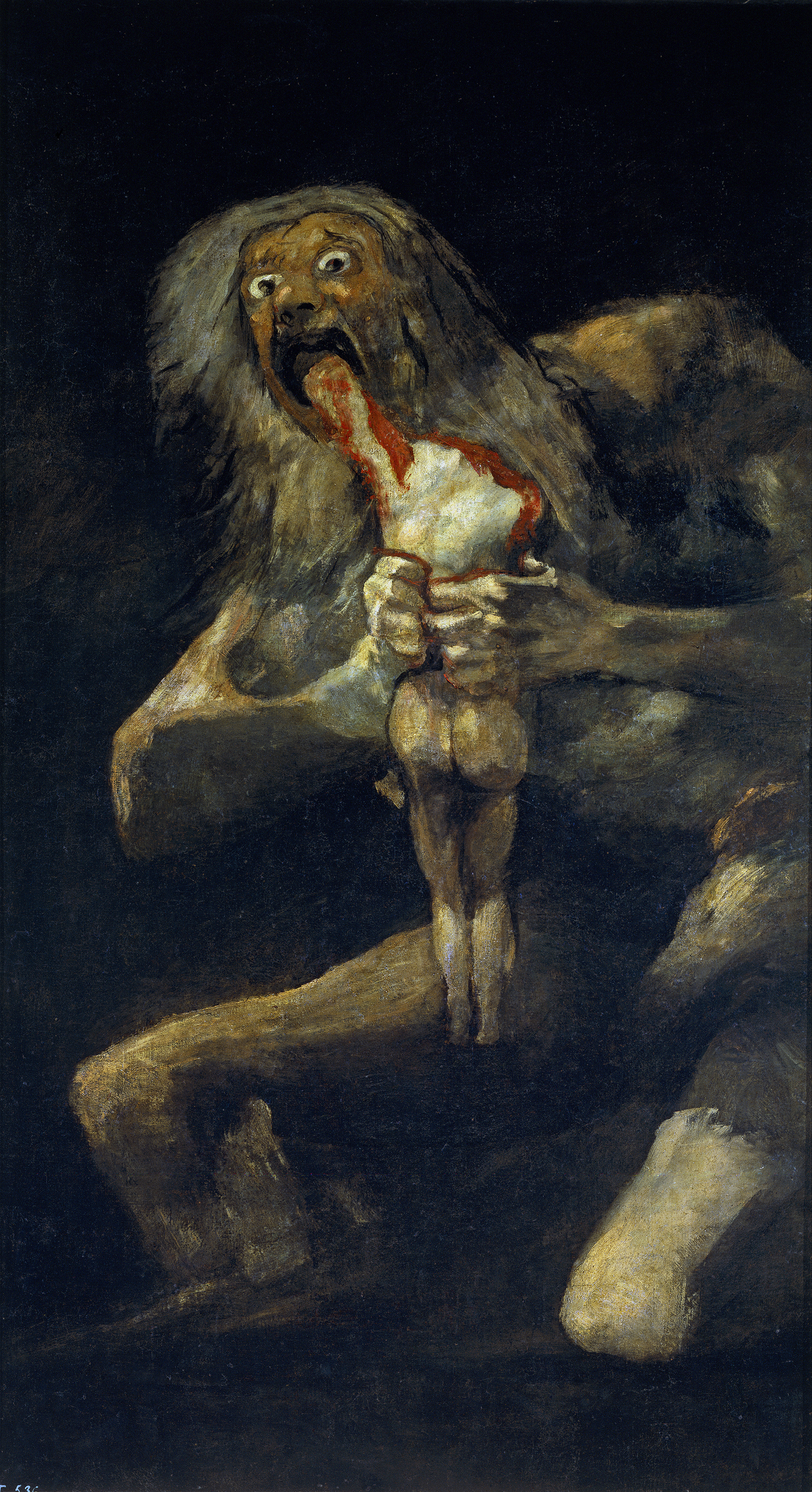
Goya, Saturn devorându-și fiul, 1819- 1823 Muzeul Prado, Madrid

### Alte stiluri ale secolului al XIX-lea
Deși romantismul a fost mișcarea dominantă în arta secolului al XIX-lea, au existat pictori care nu pot fi încadrați ca aparținând acestei mișcări.
De exemplu, Francisco José de Goya y Lucientes (1746-1828), cel mai mare pictor spaniol al secolului menționat, nu poate fi definit prin niciun curent artistic.
Primele sale lucrări au elemente din stilul rococo, ca spre sfârșitul carierei, arta sa să devină expresionistă și halucinatorie.
În cazul portretizării familiei regale, unde avem ca exemplu lucrarea Familia lui Carlos al IV-lea (1800. Prado), folosește stilul lui Velázquez din Las meninas, incluzând și imaginea proprie în cadrul acestei picturi.
Dar, spre deosebire de Velázquez, pictura lui Goya n-a fost niciodată obiectivă, imaginile sale fiind încărcate cu puternice valențe psihologice.

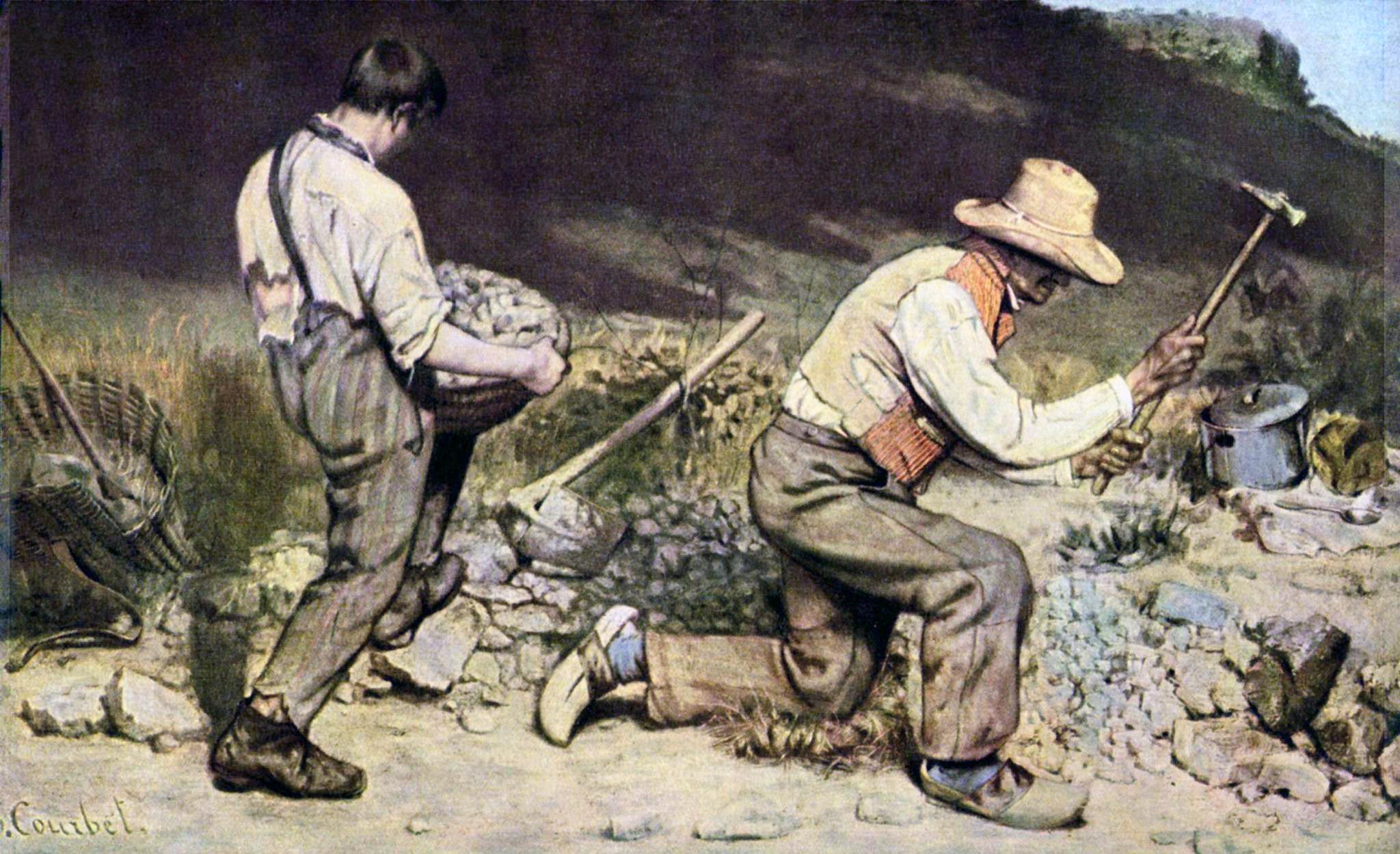
Gustave Courbet, Spărgătorii de piatră, 1849

#### Realismul
Pe la mijlocul secolului al XIX-lea, pictorul francez Gustave Courbet (1819-1877) respinge atât neoclasicismul, cât și romantismul și proclamă o nouă mișcare, realismul.
Nu îl interesa pictura cu subiecte istorice, portrete de șefi de stat sau subiecte de tip exotic.
Consideră ca artistul trebuie să fie realist, să reflecte evenimente cotidiene, la care să participe oameni obișnuiți.
Mediul ales de Courbet pentru multe din pânzele sale îl constituie satul său natal, Ornans.
Pictează muncitori construind o șosea, orășeni participând la funeralii sau oameni stând la masă și care ascultă muzică sau fumează.
Alți pictori care pot fi considerați realiști sunt: Honoré Daumier (1808-1879), cunoscut mai ales pentru litografiile care reflectă scene de pe străzile pariziene, Jean François Millet (1814-1875), care aparținea Școlii de la Barbizon, artist realist de factură socială.

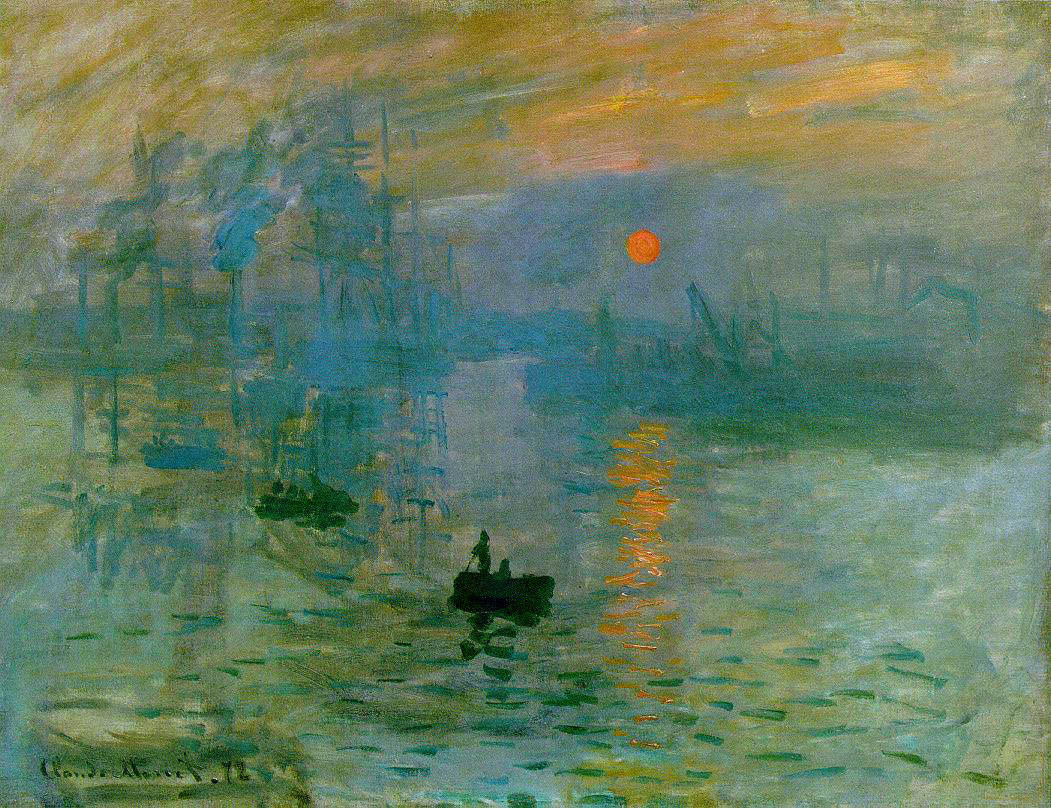
Claude Monet, Impression, soleil levant (1872) - Musée Marmottan, Paris

#### Impresionismul
Édouard Manet (1832-1883) a fost un inovator al anilor 1860, stilul său fiind considerat ca precursor al impresionismului.
Ca și Courbet, subiectele tratate aparțineau vieții cotidiene.
Multe din teme și moduri de compoziție au fost împrumutate de la maeștri ca Velázquez și Goya.
Dar noutatea introdusă de Manet, pentru care este considerat primul pictor modern, constă în utilizarea tușeelor libere, schematice, prin care se obțineau mari pete de culoare, juxtapuse fără tranziție între ele.
La sfârșitul secolului al XIX-lea, cel mai însemnat reprezentant al acestui nou curent a fost Edgar Degas (1834-1917).
A tratat cu predilecție subiecte în mișcare, redate ca și cum erau surprinse cu o cameră ascunsă.
Stilul său este influențat de arta fotografică și de stampele japoneze, aflate la modă în acea perioadă.
Picturile sale cu dansatoare, muzicieni, spălătorese, femei făcând baie, apar la prima vedere neglijent elaborate, dar compoziția, de multe ori sugerând mișcarea prin asimetrie, este opera unui studiu profund.
Degas se mai remarcă și prin modul de utilizare a pastelurilor, acea suprapunere de culori intense care conferă puternice efecte vizuale.
Stilul impresionist a fost dezvoltat de și alți pictori, care au studiat efectele luminii asupra obiectelor, modul cum lumina coloreaza umbrele și dizolvă obiectele.
Aparenta neglijare a formelor și utilizarea de tușeuri separate de culori pure - ce venea în contradicție cu stilul academic predominant în acea perioadă - toate acestea au contrariat atât publicul, cât și criticii de artă.
Abia peste două decenii, Claude Monet (1840-1926), devenit lider al mișcării impresioniste, dobândește justa recunoaștere a valorii sale.
Tema sa predilectă este peisajul, pe care îl redă în diferite anotimpuri și stări ale vremii.
Surprinde efectele sclipitoare ale luminii asupra copacilor, dar și strălucirea monotonă a urmelor de pași în zăpadă.
Ultimii ani ai carierei îi dedică redării splendorii grădinilor, mai ales celei din jurul casei sale de la Giverny, unde puternica strălucire a luminii și culorii dau senzația inedită de evanescență.
Alți mari inovatori ai impresionismului au fost Camille Pissarro (1830-1903) și Pierre-Auguste Renoir (1841-1919).
Motivele favorite ale lui Pissaro erau peisajele, scenele cu râuri, strada pariziană și muncitorii aflați la lucru.
Renoir are aceleași teme ca și Pissaro sau Monet, dar realizează și un mare număr de portrete și nuduri-femei, care devin foarte celebre.
Spre deosebire de ceilalți impresioniști, care se ocupau de efectele tranzitorii, schimbătoare ale luminii, Paul Cézanne (1839-1906) studiază aspectele eterne ale naturii, explorând principiile sale structurale.
Preocuparea sa pentru formele geometrice a stimulat apariția și evoluția de mai târziu a cubismului.

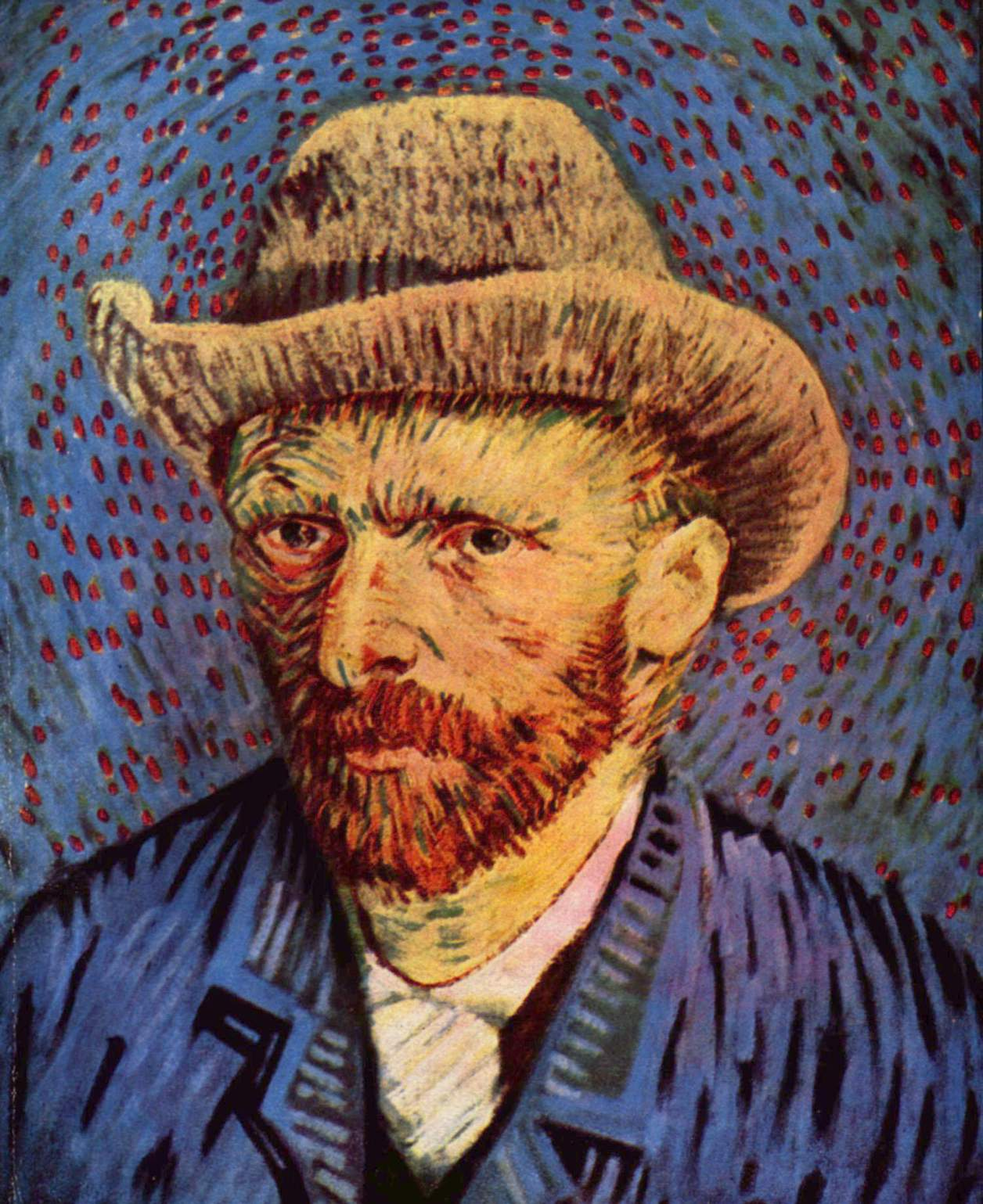
Vincent van Gogh, Autoportret, 1887 - 1888, Muzeul Van Gogh, Amsterdam

#### Postimpresionismul
Georges Seurat (1859-1891) dezvoltă, în cadrul impresionismului, o noua tehnică numita pointilism, pe care o aplică în multe lucrări ale sale, dintre care cea mai celebră este Duminica dupa-amiaza pe insula "Grande Jatte" (1884 - 1886, Institutul de Artă din Chicago.)
La sfârșitul secolului al XIX-lea, trei mari artiști au manifestat influențe impresioniste: olandezul Vincent van Gogh (1853-1890) și francezii Paul Gauguin (1848-1903) și Henri de Toulouse-Lautrec (1864-1901).
Ca și Pissaro, van Gogh experimenteză divizarea culorilor.
Aplica stropi strălucitori de culoare pură, conferind picturii sale o puternică expresie emoțională.
Pictura sa avea să influențeze expresionismul, curent ce va apărea în nordul Europei la începutul secolului al XX-lea.
Și opera lui Gauguin prezintă distorsionări ale liniilor și culorilor, dar este diferită de cea a lui van Gogh, fiind mai degrabă simbolistă decât expresionistă.
Astfel, Gauguin devine figura centrală a unui nou curent, denumit sintetism sau simbolism.
Toulouse-Lautrec pictează figuri și siluete umane, cum ar fi: cântăreți, dansatori, actori și prostituate, opera sa devenind o expresie a decadenței sociale a Parisului.

## Secolul al XX-lea

### Perioada antebelică
În aceasta perioadă, în Europa au apărut noi curente ca: fauvismul, expresionismul, cubismul, futurismul, constructivismul, neoplasticismul, dadaismul și suprarealismul.
În Statele Unite au apărut mișcări ca sincronismul și precizionismul.

#### Fauvismul
În jurul anului 1900, artiștii din Franța și Germania au devenit interesați de arta popoarelor primitive.
Astfel, Gauguin, printr-o abordare orienată către decorativ (asemănătoare artei aborigenilor) creează o nouă mișcare, numită fauvism (de la francezul fauve, "sălbatic"), al cărei lider devine Henri Matisse (1869-1954).
Alti exponenți ai acestui curent sunt: André Derain (1880-1954), Georges Braque (1882-1963) și Maurice de Vlaminck (1876-1958).

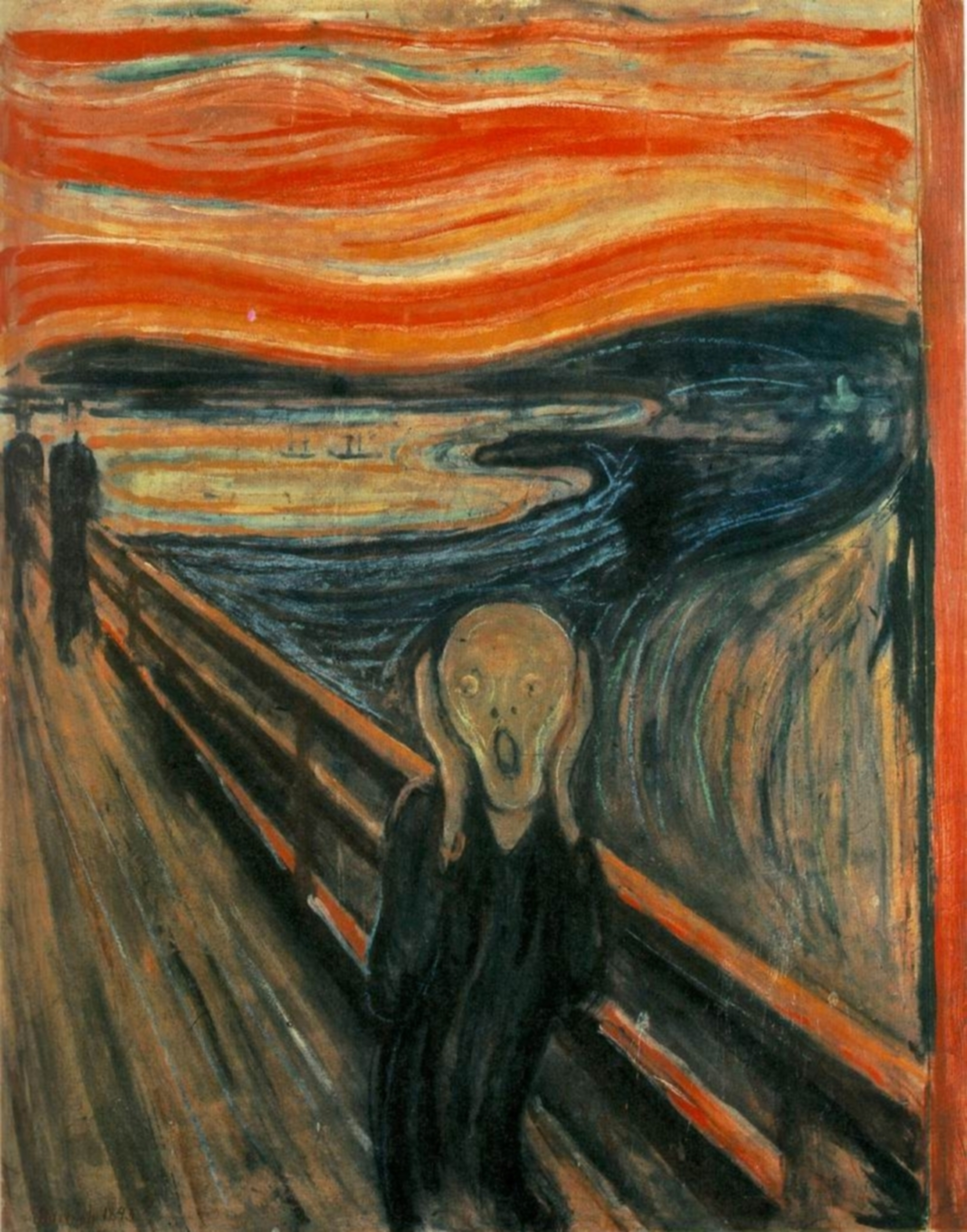
Edvard Munch, Țipătul (1893), Galeria Națională, Oslo

#### Expresionismul
În cadrul acestui curent artistic, pictorii sunt preocupați de redarea sentimentelor, a senzațiilor subiective și nu a realității exterioare.
În Germania, au apărut succesiv două grupări expresioniste:
- Die Brücke ("Podul") (1905 - 1913): Ernst Ludwig Kirchner (1880-1938), Karl Schmidt-Rottluff (1884-1976), Erich Heckel și Emil Nolde (1867-1956); influențați de Edvard Munch (1863-1944), aceștia explorau suferința umană, starea de tensiune, angoasă, într-un stil asemănător fauvismului.
- Der Blaue Reiter ("Călărețul albastru") (apărută în 1911): Franz Marc (1880-1916), Vasili Kandinski (1866-1944), August Macke, Gabriele Münter, Paul Klee (1879-1940) și Alexej von Jawlensky. Aceștia porneau de la arta aborigenilor și de la folk art.

#### Cubismul
Inspirați de abordarea geometrizantă a lui Cézanne a peisajelor și naturilor statice, între 1907 și 1914, Pablo Picasso (1881-1973) și Georges Braque (1882-1963) dezvoltă stilul cubist.
Acest nou stil va domina lumea artistică a secolului al XX-lea, evidențiind pictura plană, a suprafețelor și respingând perspectiva tradițională a distanței sau clarobscurul.
Alți pictori cubiști: Fernand Léger (1881-1955), Robert Delaunay (1885-1941), Sonia Terk Delaunay (1885-1980), Juan Gris (1887-1927).
Un grup de artiști italieni, Gino Severini (1883-1966), Umberto Boccioni (1882-1916), Carlo Carrà (1881-1966) și Giacomo Balla (1871-1958), au modificat stilul cubist și au creat o nouă direcție, numită ulterior "futurism".

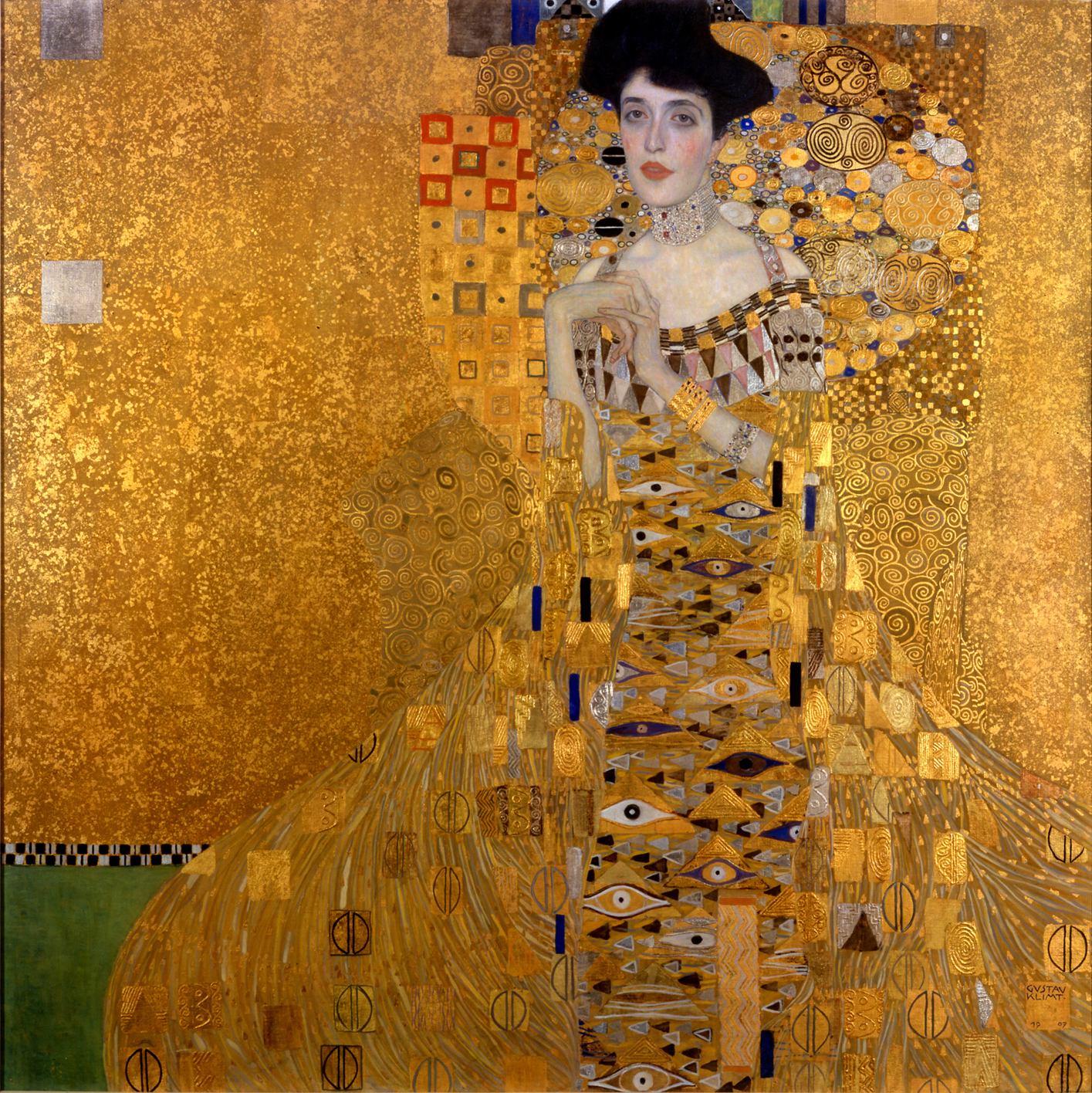
Gustav Klimt, Portretul lui Adele Bloch-Blauer (1907), recent achiziționat de Ronald Lauder pentru suma de 135 milioane dolari

#### Abstracționismul
Arta abstractă a apărut în Germania, Statele Unite și Rusia în a doua decadă a secolului al XX-lea și a evoluat în mai multe direcții.
Astfel, Kazimir Malevici (1878-1935) pornește de la cubismul francez și ajunge la o supremație a abstractului, pe când alți pictori ruși, ca Aleksandr Rodcenko și El Lissitzky, au evoluat către constructivism.
În urma contactului cu stilul cubist, olandezul Piet Mondrian (1872-1944) inventează un nou stil, numit, neoplasticism, care ulterior avea să influențeze pictura geometrizantă abstractă americană din anii '30.

#### Dadaismul
În timpul Primului Război Mondial (1914 - 1918), la Zürich, o grupare de artiști dezgustați de valorile burgheze, găsesc un cuvânt, aparent fără sens, dada, care să descrie starea lor de protest și acea artă pe care urmau să o creeze sfidând orice normă sau criteriu estetic preconceput.
Cel mai cunoscut pictor dadaist francez, Marcel Duchamp (1887-1968), își exprimă dezaprobarea față de arta care să produca plăcere în mod gratuit și, în semn de protest, adaugă o mustață celebrului portret al Mona Lisei a lui Leonardo da Vinci.
Alti artiști dadaiști: Francis Picabia (1879-1953), George Grosz (1893-1959) și Max Ernst (1891-1976).

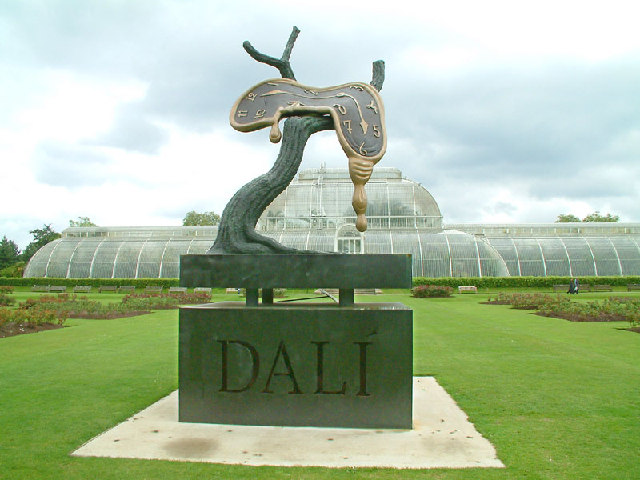
Statuie conținând un element din Persistența memoriei de Salvador Dalí (1931), detaliu, Museum of Modern Art, New York

#### Suprarealismul
Multe din operele dadaiștilor sunt create accidental, la întâmplare, fără un studiu prealabil.
Metoda a fost adoptată și de succesorii acestora, suprarealiștii.
Termenul de suprarealism a fost introdus de scriitorul André Breton (1896-1966), care a elaborat manifestul acestui nou curent care punea în prim plan inconștientul și visul în cadrul creației artistice.
Cei mai cunoscuți pictori suprarealiști au fost: Max Ernst (1891-1976), Salvador Dalí (1904-1989), Joan Miró (1893-1983), René Magritte (1898-1967), Jean Arp (Hans Arp) (1887-1966) și André Masson.

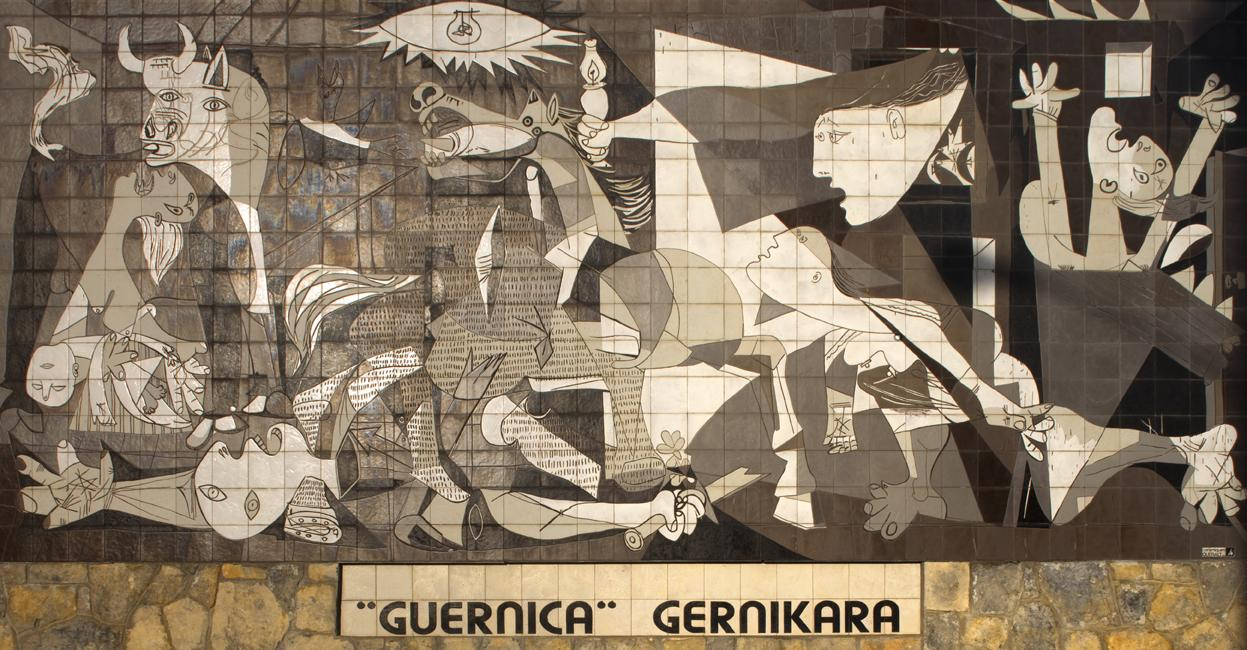
Pictură murală după Pablo Picasso, Guernica (1937) - Museo Nacional de la Reina Sofia, Madrid

#### America antebelică
În jurul lui 1900, artiștii americani, ca Maurice Brazil Prendergast (1858-1924) și Childe Hassam (1859-1935), erau grupați în cadrul mișcării impresioniste și aveau ca subiect de studiu reprezentanții claselor de sus ale societății.
Un alt grup de artiști, printre care Robert Henri (1865-1929), John Sloan (1871-1951) și George Bellows (1882-1925), resping acest tip de artă și portretizează, cu un realism viguros, viața străzilor citadine.
Aceștia din urmă formează așa-numita Școală Ashcan.
În urma expoziției internaționale de artă Armory Show (1913) din New York, artiștii americani iau contact cu avangarda europeană.
Astfel se creează sincronismul, un stil abstract, care se caracterizează prin ritmul și precizia culorii, aplatizarea cubistă a obiectelor.
Artiștii cei mai remarcabili ai acestei perioade sunt: Marsden Hartley (1877-1943), Joseph Stella (1877-1946), Arthur Garfield Dove (1880-1946), Charles Sheeler (1883-1965), Georgia O’Keeffe (1887-1986) și Stuart Davis (1892-1964).
În perioada anilor '30, unii artiști americani reacționează împotriva influențelor străine și se orientează către portretizarea scenelor americane.
Astfel, Grant Wood (1892-1942) este inspirat de viața rurală, Ben Shahn (1898-1969) dă o tentă politică portretelor sale citadine din perioada Marii crize economice, în timp ce marele pictor realist american, Edward Hopper (1882-1967), redă singurătatea individuală în atmosfera marilor metropole sau micilor orășele.

### Perioada postbelică
După cel de-al Doilea Război Mondial (1939 - 1945), artiștii americani s-au afirmat elaborând noi stiluri sau dezvoltându-le pe cele apărute în alte țări.
Este vorba de expresionismul abstract, op art și pop art, fotorealism și minimalism.

Piet Mondrian, Compoziție cu galben, albastru și roșu (1921), Tate Gallery, Londra

#### Expresionismul abstract
Un rol important în apariția acestui nou stil l-a jucat prezența suprarealiștilor refugiați din Europa în SUA.
Jackson Pollock (1912-1956), Willem de Kooning (1904-1997), Hans Hofmann (1880-1966) și alții explorează inconștientul și tehnicile creației accidentale, promovând automatismul suprarealist și expresionismul.
Alți expresioniști abstracți, ca Mark Rothko (1903-1970) și Barnett Newman (1905-1970), dezvoltă pictura marilor pete de culoare, aplicând pe pânză mari întinderi cromatice modulate.

#### Arta op și arta pop
În anii '60, au fost inițiate noi stiluri și mișcări artistice.
Unii pictorii au continuat calea abstracționismului, ca în cazul lui Victor Vasarély (1908-1997), pictor maghiar, celebru prin lucrările sale de tip op art.
Acolo unde op art realizează iluzii optice, pop art, așa cum apare în opera inițiatorului acestui stil, Richard Hamilton, este reprezentarea efectelor lor.
Artiștii pop își extrag tematica din afișe, filme și obiecte banale, cotidiene.
Cei mai cunoscuți artiști pop americani sunt: Robert Rauschenberg (1925-2008), Jasper Johns (n. 1930), Jim Dine (n. 1935), Roy Lichtenstein (1923-1997), Tom Wesselmann, James Rosenquist și Andy Warhol (1928 - 1987).

#### Pictura neorealistă
Ironia imaginilor pop art pregătește drumul pentru renașterea picturii realiste.
Acest nou realism devine o tradiție în arta americană, curent în cadrul căruia se afirmă pictori ca: Thomas Eakins (1844-1916) și Andrew Wyeth (1917-2009).
În perioada anilor '70 și '80, artiștii care au atras atenția publicului au fost cei care au asimilat preocupările estetice ale artei abstracte.
Fotorealismul se bazează pe tehnica fotografică, ajungând la o pictură realistă, precisă, detaliată, precum imaginile citadine realizate de Richard Estes (n. 1932).
Figurile nude, riguros structurate ale lui Philip Pearlstein și imaginile bidimensional-aplatizate ale lui Alex Katz (n. 1927) și Wayne Thiebaud (n. 1920) exprimă un ton realist rece, abstract.

#### Noi tendințe abstracționiste
După subiectivismul acut al impresionismului abstract, pictura abstractă dobândește mai multă puritate impersonală, riguroasă și formală.
Punctul culminant al acestei tendințe îl constituie minimalismul: pictura este redusă la reprezentarea unor simple forme geometrice, modele care se repetă ritmic sau simple culori.
Cei mai de seamă exponenți ai minimalismului pot fi considerați: Kenneth Noland (1924 - 2010), Larry Poons (n. 1937), Robert Ryman (n. 1930) și Brice Marden (n. 1938).
În lucrările lui Frank Stella (n. 1936) și Al Held (1928 - 2005) evoluează un abstracționism dur, tăios.
Acel dictum al lui Marcel Duchamp, conform căruia pictura "trebuie să servească spiritului" genereaza o artă conceptuală care se rezumă la un singur cuvânt sau afirmație teoretică.

#### Europa postbelică
Printre marii exponenți ai picturii postbelice europene se numără artistul francez Jean Philippe Arthur Dubuffet (1901-1985), ale cărui lucrări se inspiră din creația copiilor și a psihopaților și pictorul olandez Karel Appel (1921 - 2006) care de asemenea s-a inspirat din lucrările copiilor.
În Anglia, figurile agonizante ale lui Francis Bacon (1909-1992) și imaginile lirice, de inspirație citadină ale lui David Hockney (n. 1937) demonstrează vitalitatea picturii figurative engleze.

#### Neoexpresionismul
În anii '80, un grup de tineri artiști europeni și americani se revoltă împotriva stilului auster, impersonal, formalist al artei abstracte.
Rezultatul constă într-o renaștere a picturii figurative și narative, numită neoexpresionism.
Printre cei mai cunoscuți reprezentanți ai noului stil putem menționa: Anselm Kiefer (n. 1945), Georg Baselitz (n. 1938), Sandro Chia (n. 1946), Francesco Clemente (n. 1952), Julian Schnabel (n. 1951) și David Salle (n. 1952).